# Федерер, Роджер
Ро́джер Фе́дерер (нем. Roger Federer; род. 8 августа 1981, Базель) — швейцарский профессиональный теннисист, бывшая первая ракетка мира в одиночном разряде. 20-кратный победитель турниров Большого шлема и 6-кратный победитель Итогового турнира ATP в одиночном разряде, обладатель Кубка Дэвиса (2014) в составе национальной сборной Швейцарии, олимпийский чемпион (2008) в мужском парном и серебряный призёр (2012) в одиночном разряде. В общей сложности выиграл 111 турниров ATP (из них 103 в одиночном разряде). Первая ракетка ATP на протяжении 310 недель (в том числе 237 недель подряд, что остаётся непобитым рекордом), пятикратная первая ракетка мира по итогам сезона.
Обладатель универсального стиля игры, включающего богатый арсенал ударов открытой и закрытой ракеткой, охотнее своих современников выходящий к сетке после подачи. В зрелые годы считался образцом джентльменского поведения на корте, практически всегда демонстрируя выдержку и дружелюбное отношение к соперникам. Многократный обладатель награды ATP имени Стефана Эдберга «За спортивное поведение и честную игру». Многими экспертами, игроками и болельщиками признавался лучшим теннисистом в истории.
Заработал за карьеру призовыми свыше 130 млн долларов, при этом значительно бо́льшие суммы получал в рамках рекламных контрактов. Много лет входил в число самых высокооплачиваемых спортсменов мира по версии Forbes, в 2020 году возглавил этот список. Неоднократно избирался президентом Совета игроков ATP. Активно занимается благотворительностью, основал Фонд Роджера Федерера, оказывающий помощь школьникам африканских стран; посол доброй воли ЮНИСЕФ.

## Личная жизнь
Роджер Федерер родился в обеспеченной семье в Базеле (Швейцария). Его отец Роберт Федерер, сын работника текстильной фабрики, вырос в Бернеке на северо-востоке Швейцарии близ города Альтштеттена и работал лаборантом в фармацевтической компании Ciba‑Geigy в Базеле. В конце 1960-х годов на некоторое время перебрался в ЮАР, где познакомился с Линетт Дюран, молодой секретаршей в офисе Ciba в Йоханнесбурге. В 1973 году они поженились, и Роберт привёз молодую супругу в Базель, где семья и жила с тех пор. Роджер стал вторым ребёнком Роберта и Линетт — до него, в 1979 году, у них родилась дочь Диана, в дальнейшем ставшая медсестрой. Линетт продолжала работать в компании Ciba до 2003 года, после этого сосредоточившись на ведении дел сына, а Роберт Федерер вышел на пенсию в 60 лет.
Федерер владеет немецким (в его швейцарской и верхненемецкой версиях), французским и английским языками; английский язык был для него первым выученным в детстве, и лишь позже основным стал для него швейцарский немецкий. Имеет двойное гражданство Швейцарии и ЮАР. Получил освобождение от воинской обязанности, формально по состоянию здоровья, и вместо этого проходил альтернативную гражданскую службу. Свободное время Федерер любит проводить с семьёй, отдыхать на пляже, играть в карты и настольный теннис. Болеет за футбольный клуб «Базель».

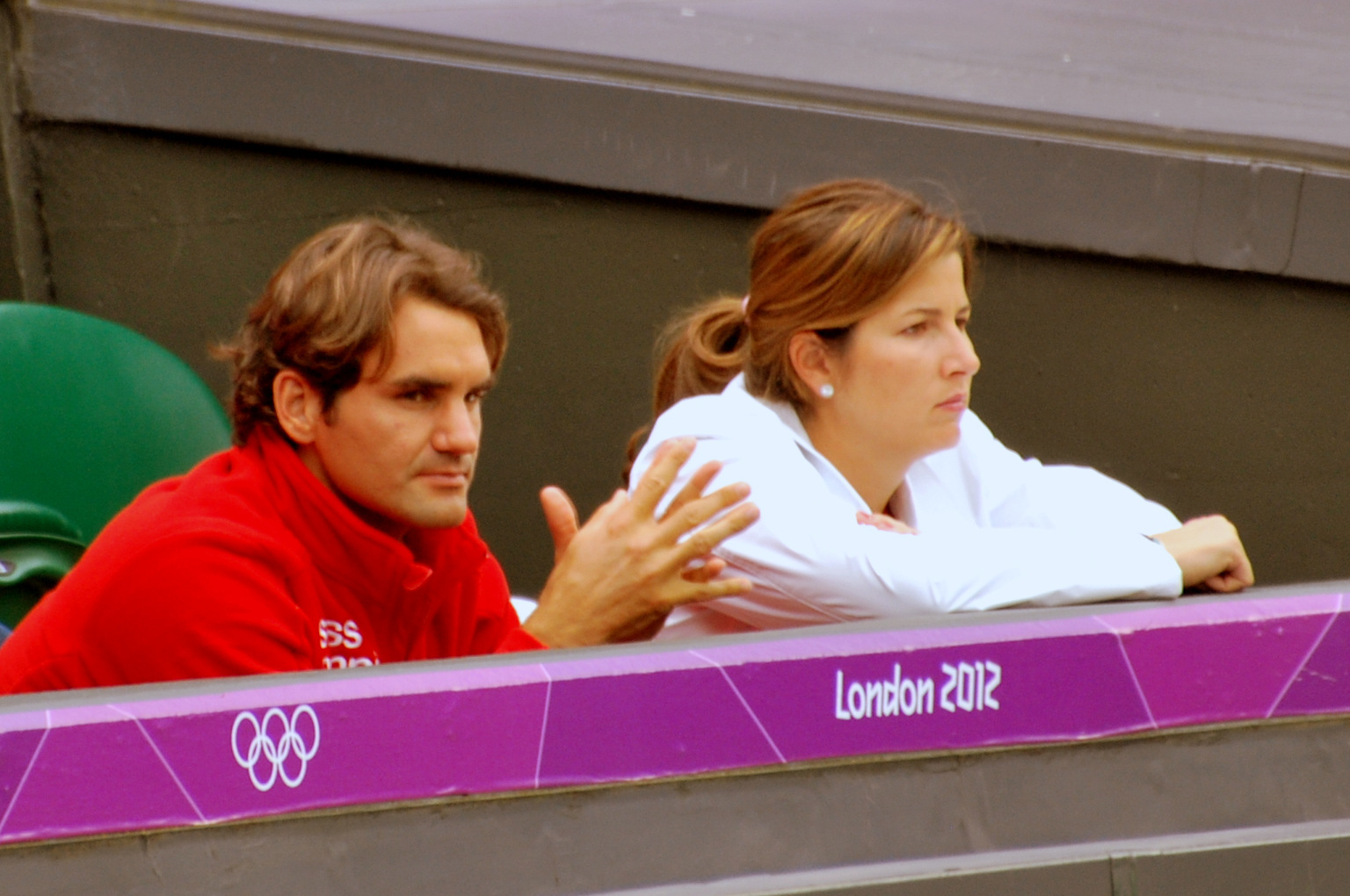
Роджер и Мирка, 2012 год

Со своей будущей женой Мирославой (Миркой) Вавринец (лучшее достижение — 76-е место в мировом рейтинге) Федерер познакомился во время учёбы в Национальном теннисном центре Швейцарии в 1997 году и начал ухаживать за ней в 2000 году, когда они оба представляли Швейцарию на Олимпиаде в Сиднее. В конце 2003 года переехал из пригорода Базеля Боттмингена, где два года снимал дом вместе с родителями, в соседний Обервиль, поселившись там вместе с Миркой — это было их первое совместное жильё. В марте 2009 года было объявлено о беременности Мирки, а 11 апреля она наконец официально стала женой Роджера, взяв его фамилию. 23 июля 2009 года у них родились две дочери, которых назвали Майла Роуз и Шарлин Рива. 6 мая 2014 года Мирослава родила ещё одних близнецов — мальчиков Лео и Ленни. Начиная с 2003 года Мирослава официально отвечала за график выступлений и переездов Роджера.
Среди распространённых прозвищ теннисиста — «ФедЭкс» (англ. FedEx, по аналогии с почтовой корпорацией FedEx) и «Швейцарский маэстро». Бад Коллинз дал Федереру прозвище «Одинокий Роджер» (англ. The Lone Roger), пародирующее прозвища героев ковбойских боевиков.

## Спортивная карьера

### Начало занятий теннисом
Родители Роджера занимались теннисом как любители. Роберт познакомил с этой игрой свою будущую жену ещё в ЮАР, и её успехи в теннисе оказались более значительными, чем его собственные. Переехав в Швейцарию, они продолжили играть в теннис на кортах спортивного клуба компании Ciba-Geigy в пригороде Базеля Альшвиле. Оттуда Линетт Федерер перешла в спортивный клуб «Олд Бойз» — один из двух сильнейших теннисных клубов Базеля; позже, в 1995 году, она выиграла с его командой чемпионат Швейцарии среди «молодых ветеранов». Она также много лет работала в административном штате турнира ATP Swiss Indoors и входила в руководство базельского отделения Ассоциации тенниса Швейцарии, где отвечала за развитие одарённой молодёжи.
Сам Роджер в раннем детстве увлекался футболом и в годы учёбы в государственной начальной школе «Нойевельт» в Мюнхенштайне мечтал стать футболистом. В это время примерами для подражания для него были выпускники этой школы Мурат и Хакан Якины, ставшие игроками сборной Швейцарии. Позже Роджер некоторое время играл за молодёжный состав клуба «Конкордия», и рассказывали, что ему предлагалось место в составе играющего в более высоком дивизионе клуба «Базель». Однако биограф Федерера Крис Бауэрс отвергает такие рассказы как легенду.
В то же время мальчик рано — уже к трём годам — начал заниматься теннисом, хотя первоначально этот спорт интересовал его меньше, чем футбол. По инициативе матери он посетил несколько детских теннисных лагерей, в одном из которых познакомился и подружился с ещё одним будущим швейцарским теннисистом Марко Кьюдинелли, а в восемь лет Линетт записала сына в детскую секцию клуба «Олд Бойз». Там Роджер 6 лет тренировался у выходца из Австралии Питера Картера и чеха Адольфа (Зеппли) Качовского, который стал его первым индивидуальным тренером. Позже Качовский вспоминал, что мальчика отличали не только способности, но и желание учиться, и, окончив урок, он продолжал работать с мячом самостоятельно. Он также был часто недоволен своими результатами, постоянно думая над возможностями улучшить игру.
При этом в первые годы в теннисе Роджера не отличала амбициозность — он предпочитал играть с друзьями, а не доказывать своё превосходство над окружающими, и лишь по настоянию его матери Федерера ставили в спарринги с лучшими игроками клуба. Товарищи по клубу и тренеры вспоминают, что в это время Роджер был проказливым, непоседливым ребёнком, не боявшимся борьбы, но очень болезненно воспринимавшим неудачи.
В 10 лет Федерер провёл свой первый официальный матч — это произошло в региональном чемпионате Базеля, где его из-за нехватки участников записали в возрастную группу до 12 лет. Соперник Роджера был почти на три года старше его, и игра завершилась поражением Федерера со счётом 0:6, 0:6. Однако уже в следующем году он стал второй ракеткой Швейцарии в своей возрастной группе, а в 1993 году выиграл национальное первенство среди мальчиков в возрасте до 12 лет как на крытых, так и на открытых кортах. В то же время австралиец Даррен Кэхилл, наблюдавший за игрой Роджера вскоре после этого, вспоминал, что она была далека от совершенства: многие удары Федерера в то время были неточными, он слишком много передвигался по корту, но при этом часто опаздывал к мячу. У него также были проблемы с ударом закрытой ракеткой (бэкхендом) — по выражению Кэхилла, с этой стороны у него «мог проехать грузовик», что часто использовали соперники. Сам Федерер хорошо осознавал проблему и с 13 лет активно работал над этим аспектом игры.
После завоевания первого чемпионского звания Роджеру пришлось сделать выбор между теннисной и футбольной карьерой, так как времени на оба вида спорта у него не хватало, и он предпочёл теннис. К весне 1995 года, в возрасте 13 лет, он уже входил во второй эшелон игроков швейцарского тенниса и дошёл до четвертьфинала взрослого чемпионата Базеля. В марте Федерер успешно прошёл отбор в учебную программу Национального теннисного центра и вскоре после своего 14-го дня рождения (и очередной победы в чемпионате Швейцарии в соответствующей возрастной группе) присоединился к этой программе. Благодаря поддержке федерации обучение Роджера обходилось его родителям в 30 тысяч франков в год — значительно дешевле, чем в странах, где подготовкой теннисистов занимаются частные теннисные академии.
Программу тренировок всех участников программы составлял Кристоф Фрейс, за общую физическую подготовку отвечал Пьер Паганини, но с воспитанниками работали также индивидуальные тренеры — в частности, с Федерером занимался Алексис Бернар. Воспитанникам также преподавали общеобразовательные предметы, давая им возможность окончить школу без отрыва от тренировок. Вплоть до 1997 года центр располагался в пригороде Лозанны Экюблане, и всё обучение велось на французском языке, что поначалу вызывало затруднения у Федерера, чьё знание французского было ограниченным.
Выходные Федерер проводил дома и вплоть до 1998 года продолжал выступать за команду «Олд Бойз» в межклубных соревнованиях; товарищи по команде отмечали быстрый прогресс в его игре после начала тренировок в Экюблане. В 1996 году он завоевал ещё два титула в юношеских чемпионатах Швейцарии — теперь в категории до 16 лет. В сентябре того же года, когда Роджеру исполнилось 15 лет, состоялся его международный дебют. В матче юношеского Кубка мира швейцарская сборная встречалась с австралийской, и Федерер вышел на корт против Ллейтона Хьюитта, уже успевшего обратить на себя внимание во взрослых турнирах ATP. Швейцарец одержал неожиданную победу в трёх сетах 4:6, 7:6(3), 6:4, отыграв по ходу встречи матчбол. Тренировавший Хьюитта Даррен Кэхилл был поражён стремительным прогрессом Федерера, недостатки игры которого отмечал всего двумя годами ранее.

### Вершина юношеской карьеры
В январе 1997 года 15-летний Федерер стал чемпионом Швейцарии среди юношей в возрасте до 18 лет. В мае в итальянском городе Прато он выиграл международный юношеский турнир, обыграв по ходу нескольких ведущих юниоров из других стран, однако в турнирах Большого шлема ещё не участвовал. В это время молодой швейцарец уже начал двигаться экономнее и лучше освоился с кручёными ударами, но по-прежнему любил рискованные решения, что лучше подходило для игры на быстрых кортах, чем на грунте. В августе того же года, через две недели после того, как Национальный теннисный центр переехал из Экюблана в Биль, Федерер принял участие во взрослом турнире-«сателлите», проходившем на его кортах. Он дошёл до 4-го круга, где проиграл посеянному под первым номером аргентинцу Агустину Гариссио. Его результаты в этом и последующих турнирах серии позволили швейцарцу сыграть в финале «сателлита» в Боссонане, где он в четвертьфинале уступил в трёх сетах Иву Аллегро, своему соотечественнику и товарищу по тренировкам. После этого он получил первые очки в рейтинге ATP, поставившие его на 803-е место среди теннисистов мира.

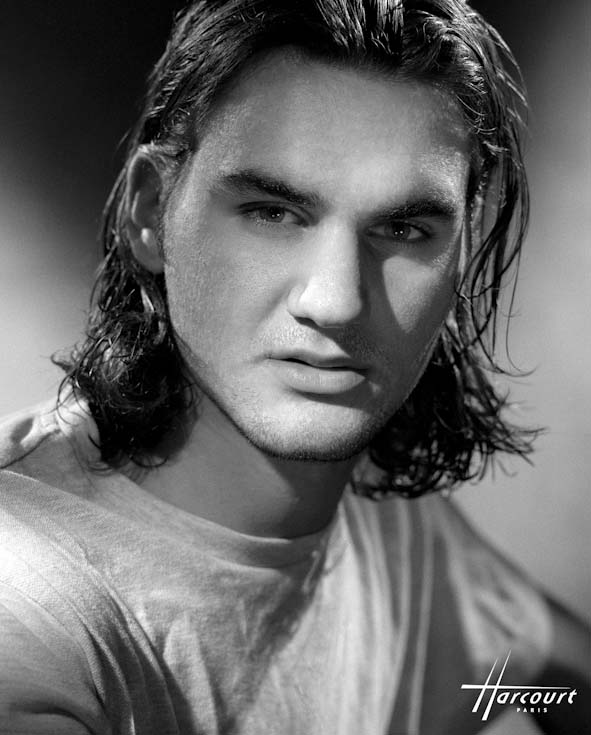
Фотопортрет 1998 года

В 1998 году Федерер сыграл во всех крупнейших юношеских турнирах, включая четыре турнира Большого шлема и ценящиеся почти так же высоко Coffee Bowl, Banana Bowl и Orange Bowl. В первой половине года швейцарец выиграл несколько мелких турниров, дошёл до полуфинала Открытого чемпионата Австралии (не реализовав матчбол во встрече с Андреасом Винчигуэррой) и рано проиграл в Открытом чемпионате Франции. После этого Роджер выиграл Уимблдонский турнир среди юношей и в одиночном разряде, где победил Ираклия Лабадзе, и в паре с Оливье Рохусом, обыграв Энди Рама и Микаэля Льодра. Федерер стал первым швейцарским победителем юношеского Уимблдона с 1976 года, когда титул завоевал Хайнц Гюнтхардт. Успехи в юношеском туре позволили Роджеру получить уайлд-кард от организаторов Открытого чемпионата Швейцарии — турнира ATP, проходившего на грунтовых кортах в Гштаде через неделю после Уимблдона. Это было первое для Федерера соревнование в рамках ATP-тура, и чтобы успеть к его началу, юному швейцарцу пришлось отказаться от участия в традиционном бале чемпионов, проходящем по завершении Уимблдонского турнира. В Гштаде в первом круге он играл против аргентинского теннисиста Лукаса Арнольда, специализировавшегося в выступлениях на грунтовых кортах, и уступил в двух сетах.
На юношеском чемпионате Европы в швейцарском Клостерсе Федерер проиграл в полуфинале. На юниорском Открытом чемпионате США он был посеян под четвёртым номером и мог в случае победы возглавить мировой юношеский рейтинг. Швейцарец успешно дошёл до финала, но там уступил аргентинцу Давиду Налбандяну, который был на год моложе его. В сентябре в Тулузе на втором для себя турнире ATP Федерер впервые выиграл матч в основной сетке профессионального турнира и в итоге дошёл до четвертьфинала. За эту неделю он обыграл двух соперников из Top-50 рейтинга ATP, а после неё обошёл в рейтинге ATP почти 500 игроков, поднявшись на 396-е место. В октябре на турнире Swiss Indoors в Базеле Роджер в первом раунде встретился с Андре Агасси, возвращавшимся на пик формы после неудачного сезона 1997 года и занимавшим на момент матча 8-е место в рейтинге. Швейцарский юниор играл неуверенно, совершая множество невынужденных ошибок, и уступил более опытному сопернику со счётом 3:6, 2:6. После этого он почти без борьбы проиграл в первом круге турнира серии ITF Satellite в Кюблисе и выбыл из борьбы в третьем круге юношеского турнира Eddie Herr Championships. Финиш сезона, однако, сложился для Федерера удачно: он выиграл оба своих матча в командном соревновании Sunshine Cup, а затем победил в престижном юношеском турнире Orange Bowl, в полуфинале обыграв своего недавнего обидчика Налбандяна, и по итогам года занял первую строчку в юниорском рейтинге.

### Первые годы в профессиональном туре

#### 1999 год
Перед переходом в профессиональный теннис на постоянной основе Федерер начал консультации у спортивного психолога Криса Марколли, которые продолжались чуть более года. Другие приметы перехода в профессионалы были более символическими — швейцарец начал отпускать волосы, в итоге отрастив их достаточно, чтобы собирать в хвостик, и отказался от фирменного жонглирования мячом перед подачей, отработанного в годы выступления в юношеских турнирах.
Благодаря званию чемпиона мира среди юниоров Федерер за 1999 год восемь раз получил уайлд-карды на участие в Открытом чемпионате Франции, Уимблдоне и турнирах основного тура ATP. Это позволяло не тратить силы на квалификационные матчи и игру в соревнованиях менее высокого ранга, но одновременно означало, что в среднем его соперники были намного опытнее и именитее, а выиграть несколько матчей подряд было труднее. В феврале швейцарец дошёл до четвертьфинала на двух турнирах ATP в Марселе и в Роттердаме. В матче первого раунда в Марселе он впервые обыграл теннисиста из первой десятки — Карлоса Мойю, который всего через 6 недель после этого возглавил рейтинг ATP. В апреле Роджер сыграл первые матчи за сборную Швейцарии в Кубке Дэвиса, принеся команде очко в матче с итальянцами, где в отсутствие Андреа Гауденци и Диего Наргисо ему достался в противники ветеран Давиде Сангвинетти. Во взрослых турнирах Большого шлема Федерер дебютировал неудачно, проиграв в первом круге и в Открытом чемпионате Франции (третьему на тот момент в мире австралийцу Патрику Рафтеру), и на Уимблдоне (чеху Иржи Новаку в пяти сетах). Эти результаты стали частью серии из семи поражений подряд в первом круге, к которым добавились два поражения в матче Кубка Дэвиса против бельгийцев и два проигрыша в квалификационных соревнованиях — в том числе в Открытом чемпионате США. Однако после возвращения на крытые корты швейцарец снова стал выступать успешнее. Победив в Ташкенте Седрика Пьолина, он впервые вошёл в первую сотню в рейтинге, став в ней самым молодым игроком. Ближе к концу года в Вене достиг своего первого полуфинала в турнире основного тура ATP, последовательно обыграв троих соперников из числа 40 сильнейших в мире, а завершил сезон в Бресте первым и единственным в карьере титулом в турнире серии ATP Challenger. За год швейцарский теннисист проделал путь в рейтинге ATP от 302-го до 64-го места.

#### 2000 год
В начале 2000 года Федерер наконец сумел добиться первой победы в матче профессионального турнира на открытых кортах. Это произошло в турнире в Аделаиде (Австралия), где он в первом круге обыграл Йенса Книппшильда. На дебютном для себя Открытом чемпионате Австралии Федерер дошёл до третьего раунда, победив по пути Майкла Чанга. В начале февраля в Лионе сыграл свой первый финал на турнире ATP. Соперником молодого швейцарца стал его соотечественник, 29-летний Марк Россе. Этот матч состоялся через неделю после очередного тура Кубка Дэвиса, в котором Россе не пригласили в сборную Швейцарии из-за его конфликта с капитаном Якобом Хласеком; Федереру удалось принести команде по одному очку в одиночном и парном разряде, проиграв только Ллейтону Хьюитту, но в итоге швейцарцы уступили сборной Австралии с общим счётом 2:3. Матч в Лионе, таким образом, имел символическое значение для Россе, который выиграл его в трёх сетах — 6:2, 3:6, 6:7(5).
Вскоре после этого Федерер отказался от дальнейших услуг спортивного психолога и объявил об окончании контракта с Федерацией тенниса Швейцарии, что позволило ему самостоятельно выбрать себе тренера. Расставшись с тренировавшим его на протяжении 10 лет Питером Картером, швейцарский теннисист остановил свой выбор на шведе Петере Лундгрене. Сознавая, что его физическая форма всё ещё далека от идеальной, он также расширил объём работы с тренером по физической подготовке Пьером Паганини.
Уже весной 2000 года Федерер вошёл в число 50 лучших теннисистов мира. В грунтовом сезоне, однако, возобновились проблемы: швейцарец проиграл в первом круге в пяти турнирах подряд, и перед Открытым чемпионатом Франции баланс его побед и поражений на грунте в турнирах ATP за карьеру составлял 0-11. Лишь в Открытом чемпионате Франции ему удалось наконец одержать первые победы на этом покрытии и дойти до четвёртого раунда. Однако вслед за этим Федерер дважды уступил на травяных газонах специалистам в игре на грунте — в Халле (Германия) Майклу Чангу и в Ноттингеме австралийцу Ричарду Фромбергу. С поражения в первом круге Уимблдонского турнира от первой ракетки мира Евгения Кафельникова началась новая серия из пяти поражений в первом раунде, прерванная только на Открытом чемпионате США. После этого на Олимпийских играх в Сиднее швейцарец прошёл начальные раунды, не отдав соперникам ни одного сета, но в полуфинале уступил Томми Хаасу. В матче за третье место он проиграл Арно ди Паскуале, бывшему первой ракеткой мира среди юношей за год до него. В октябре у себя дома в Базеле Федерер в полуфинале впервые с начала взрослой карьеры сумел обыграть Ллейтона Хьюитта (победившего в трёх их предыдущих встречах), но в финале уступил в пяти сетах 9-й ракетке мира Томасу Энквисту. Финалы в Марселе и Базеле и полуфинал олимпийского турнира позволили ему закончить год в числе 30 лучших игроков мира.

#### 2001 год
Сезон 2001 года Роджер начал с участия в выставочном командном Кубке Хопмана, где его партнёршей была бывшая первая ракетка мира среди женщин Мартина Хингис. Швейцарская сборная стала победительницей турнира — впервые не только для Федерера, но и для Хингис, в предыдущие годы трижды проигрывавшей в финалах. Уступив в третьем раунде Открытого чемпионата Австралии будущему финалисту Арно Клеману, в начале февраля в Милане Федерер завоевал первый в карьере титул в турнире основного тура ATP. Перед победой в финале над французом Жюльеном Бутте он нанёс в полуфинале поражение Евгению Кафельникову. После этого швейцарец дошёл до полуфинала в Марселе (где Кафельников взял у него реванш за миланское поражение) и до финала в Роттердаме (где также завоевал свой первый парный титул в турнирах ATP в паре с Юнасом Бьоркманом). Кроме того, он выиграл все три своих встречи (две одиночных и парную) в проходившем в Базеле матче Кубка Дэвиса со сборной США, приехавшей в Швейцарию без Агасси и Пита Сампраса. Федерер стал всего лишь седьмым (и самым молодым) игроком в истории, которому удалось отобрать три очка в одном матче Кубка Дэвиса у сборной США. В следующем матче Кубка Дэвиса, в Невшателе против команды Франции, он уступил в первый игровой день Николя Эскюде, и побед в паре и во второй одиночной встрече (с десятой ракеткой мира Клеманом) оказалось недостаточно, чтобы спасти швейцарскую сборную от общего поражения со счётом 2:3. Ещё несколько выигранных матчей в турнирах серии Мастерс в Майами, Монте-Карло и Риме позволили Федереру впервые в карьере войти в первую двадцатку рейтинга. Однако после этого он неожиданно уступил в первом же раунде турнира Мастерс в Гамбурге значительно более слабому сопернику и в сердцах разбил ракетку после последнего проигранного мяча. По словам швейцарца, этот момент стал переломным в его отношении к игре: он решил, что больше не будет ни при каких обстоятельствах давать волю эмоциям.
После Гамбурга Федерер действительно заиграл совершенно бесстрастно, не выказывая чувств ни после неудачных розыгрышей мяча, ни после самых блестящих. Сосредоточившись на игре, он дошёл до четвертьфинала в Открытом чемпионате Франции (где проиграл будущему финалисту Алексу Корретхе) и на Уимблдонском турнире. В Лондоне Федерер сенсационно победил в четвёртом раунде семикратного чемпиона Пита Сампраса, не проигрывавшего на уимблдонских кортах с 1997 года. Пятисетовый матч — как потом оказалось, единственный сыгранный Федерером и Сампрасом на официальном уровне — окончился со счётом 7:6(7), 5:7, 6:4, 6:7(2), 7:5 (при этом американец не реализовал два брейк-пойнта на подаче Федерера при счёте 4:4 в пятом сете). Однако победитель усугубил в этой игре полученное в третьем круге растяжение паховых мышц и в четвертьфинале проиграл в четырёх сетах местному любимцу Тиму Хенмену. Попытавшись после Уимблдона сыграть в Открытом чемпионате Швейцарии, Федерер сумел выиграть лишь три гейма в матче первого круга против Ивана Любичича (впрочем, в паре ему удалось завоевать второй титул за сезон — на сей раз с Маратом Сафиным). Он вернулся на корт лишь через шесть недель, к Открытому чемпионату США, где в четвёртом раунде был разгромлен находившимся на пике формы Агасси со счётом 1:6, 2:6, 4:6. За остаток года швейцарец успел во второй раз подряд пробиться в финал турнира в Базеле, но на этот раз уступил там Хенмену. Другие его результаты в период после Открытого чемпионата США были заметно хуже, и поражение в первом круге турнира Мастерс в Париже окончательно закрыло ему в этом сезоне путь в Кубок Мастерс — традиционный финальный турнир года, в котором встречались восемь лучших игроков мира.

### Вхождение в теннисную элиту

#### 2002 год
В начале 2002 года Федерер снова сыграл за Швейцарию в Кубке Хопмана, где его партнёршей стала Мирка Вавринец. Затем он завоевал свой второй титул на турнире в Сиднее и дошёл до четвёртого круга в Открытом чемпионате Австралии, где был посеян 11-м и уступил в пяти сетах 7-й ракетке турнира Томми Хаасу (не реализовав матчбол в пятом сете). После этого швейцарец второй год подряд дошёл до финала в Милане, но там проиграл Сангвинетти, для которого этот титул стал первым в карьере. Последний сет встречи с Сангвинетти Федерер отдал со счётом 6:1, а позже, во втором круге в Дубае, так же без сопротивления проиграл Райнеру Шуттлеру. Очевидная пассивность швейцарца в этой игре возмутила организаторов турнира, которые поначалу даже отказались выплачивать ему обещанные премиальные за участие. В промежутке между этими двумя поражениями он, однако, очень убедительно выступил в матче Кубка Дэвиса в Москве. К этой встрече сборная Швейцарии простилась с Якобом Хласеком в роли капитана и пригласила на пост начальника команды бывшего тренера Федерера — Питера Паркера (поскольку тот всё ещё не получил гражданства, формально капитаном числился запасной игрок сборной Иво Хойбергер). В своих одиночных встречах молодой лидер сборной Швейцарии на тяжёлом влажном грунте обыграл сначала Марата Сафина, а затем и Евгения Кафельникова. Общая победа в матче, однако, досталась сборной России, чьи игроки сумели победить и в обеих оставшихся одиночных встречах, и в паре.
К концу марта игра Федерера стабилизировалась, и в турнире Мастерс в Майами он пробился в финал после победы в двух сетах над Ллейтоном Хьюиттом — к тому моменту первой ракеткой мира, — но проиграл матч за чемпионское звание Агасси. Вслед за поражением в Майами Федерер завоевал первый в карьере титул в турнире серии Мастерс. Это произошло в Гамбурге, где на грунтовых кортах, в первые годы выступлений считавшихся для него неудобными, он в финале в трёх сетах разгромил лидера сезона Марата Сафина 6:1, 6:3, 6:4. До победы над Сафиным швейцарец переиграл в четвертьфинале трёхкратного чемпиона «Ролан Гаррос» Густаво Куэртена 6:0, 1:6, 6:2. Благодаря успеху в Германии он впервые поднялся в первую десятку в рейтинге — с 13-го места на 8-е.

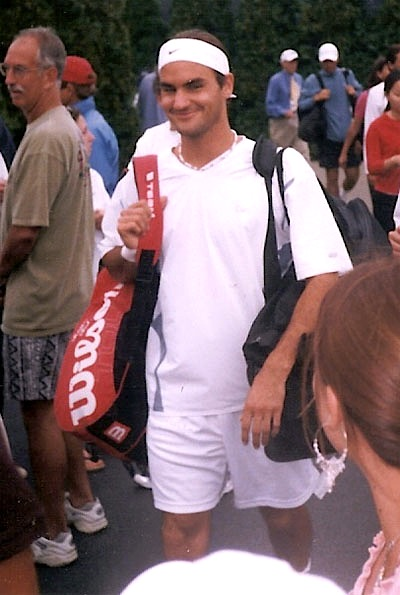
На Открытом чемпионате США 2002 года

После этого, однако, Федерер и в Открытом чемпионате Франции, и на Уимблдонском турнире проиграл в первом же круге, причём в Париже он совершил 58 невынужденных ошибок за 95 минут игры, а на Уимблдоне его победил в трёх сетах 18-летний Марио Анчич. Эти поражения привели к тому, что швейцарец снова выбыл из первой десятки рейтинга. После этого в Гштаде Федерер проиграл во втором круге, а в Открытом чемпионате Канады — в первом (будущему победителю Гильермо Каньясу). В первые дни августа его бывший тренер и друг Питер Картер, проводивший медовый месяц в ЮАР, погиб в автомобильной катастрофе. Федерер отказался от участия в турнирах в Цинциннати и Вашингтоне, чтобы присутствовать на его похоронах 14 августа в Базеле.
После похорон Федерер проиграл в первом круге в турнире в Лонг-Айленде и в четвёртом — в Открытом чемпионате США. Возвращение в хорошую игровую форму состоялось в матче плей-офф Кубка Дэвиса против сборной Марокко, когда Роджер в двух личных встречах против Хишама Арази (своего обидчика в Открытом чемпионате Франции) и Юнеса эль-Айнауи отдал им всего по шесть геймов за игру, победив также в парах. В начале октября в Вене он завоевал свой четвёртый титул, посвятив его памяти Картера, и возвратился в первую десятку рейтинга, в которой оставался затем без перерывов больше 14 лет.
Уже после Вены, в Мадриде, Федерер поднялся на шестое место в рейтинге — на тот момент высшее в истории ATP для представителей Швейцарии. В конце сезона он впервые принял участие в итоговом турнире года, где в полуфинале проиграл в трёх сетах Хьюитту — лидеру мировой иерархии второй год подряд. По итогам сезона Федерер остался на шестой строчке в рейтинге. В парах ему тоже сопутствовал успех — как и в прошлом сезоне, на счету швейцарца были два титула: второй подряд в Роттердаме и в Москве. Оба были завоёваны с белорусом Максимом Мирным.

#### 2003 год
Сезон 2003 года Федерер начинал, согласно Рене Штауфферу, как «лучший игрок мира без титула в турнирах Большого шлема». В начале года у него возобновились боли в паху, и он рано проиграл в двух первых турнирах сезона — в Дохе и Сиднее, а в Открытом чемпионате Австралии уступил в четвёртом круге в пяти сетах Давиду Налбандяну. Из 17 следующих встреч швейцарец, однако, выиграл 16, завоевал два титула в Марселе и в Дубае и помог своей команде победить в матче Кубка Дэвиса со сборной Нидерландов. Затем швейцарцы развили успех в Кубке Дэвиса, неожиданно обыграв в четвертьфинале французскую команду (в проходившем в Тулузе матче Федерер снова выиграл все три своих встречи). Грунтовый сезон Федерер начал с титула в Мюнхене — уже третьего за год — и выхода в финал Открытого чемпионата Италии, где его обыграл испанец Феликс Мантилья.
На фоне этих успехов неожиданным стало поражение швейцарца уже в первом раунде Открытого чемпионата Франции. Совершив за три сета 82 невынужденных ошибки, он уступил перуанцу Луису Орне — игроку на 88-м месте в рейтинге, не выигравшему до этого ни одного матча в турнирах Большого шлема. Вслед за этой неудачей Федерер, однако, выиграл на травяных кортах в Халле свой четвёртый турнир за сезон, впервые в карьере одолев немца Николаса Кифера, до этого трижды выходившего победителем в их встречах. На Уимблдоне он за первые три круга отдал только один сет (в третьем раунде Марди Фишу), но в четвёртом, в матче с Фелисиано Лопесом, его едва не заставила прервать игру резкая боль в нижней части спины. По словам швейцарца, от поражения его спасли только обезболивающее и жаркая погода, расслабившая спазм. После этого, однако, он победил в трёх сетах и в четвертьфинале, и в полуфинале против 6-й ракетки мира Энди Роддика (которого британская пресса рассматривала как основного фаворита). В первом сете Роддик не реализовал сетбол на своей подаче в тай-брейке, но на приёме у него почти не было шансов: за весь матч, лучший для Федерера за весь турнир, американец только дважды получил брейк-пойнт на его подаче. В финале Федереру противостоял Марк Филиппуссис — в прошлом игрок первой десятки, на тот момент занимавший, однако, лишь 48-е место в рейтинге. Федерер одолел в трёх сетах и этого соперника, хотя в первом и третьем сетах дело дошло до тай-брейка благодаря уверенной игре Филиппуссиса на своей подаче. За финал австралиец 14 раз подавал навылет, но Федерер был лучше даже по этому показателю, сделав 21 такую подачу.
Федерер, таким образом, стал четвёртым игроком в истории после Бьорна Борга, Стефана Эдберга и Пита Сампраса, добавившим к победе в юношеском Уимблдонском турнире титул во взрослом. Он также стал первым в истории швейцарского тенниса финалистом и победителем турнира Большого шлема в мужском одиночном разряде. Эта победа позволила ему подняться на третье место в рейтинге ATP. Из Лондона Федерер напрямую вылетел в Гштад, не желая пропускать Открытый чемпионат Швейцарии, и дошёл там до финала, где уступил в пяти сетах Иржи Новаку. После Гштада молодой швейцарец сделал паузу в соревнованиях, проведя отдых на пляжах Сардинии.
Первым турниром после возвращения для Федерера стал Открытый чемпионат Канады. Выход в финал гарантировал бы ему первое место в рейтинге, но в полуфинале он проиграл Роддику, не реализовав матчбол. Затем он ещё дважды упустил свой шанс, проиграв Налбандяну и во 2-м туре в Цинциннати, и в 4-м круге Открытого чемпионата США. Первой ракеткой мира в итоге стал Роддик, выигравший все три этих турнира подряд. Федерер же в полуфинале Кубка Дэвиса против сборной Австралии проиграл Хьюитту во встрече, где вёл 2:0 по сетам и 5:3 в третьем сете. В октябре в Вене швейцарец впервые в карьере защитил прошлогодний чемпионский титул, но затем неудачно сыграл на домашнем корте в Базеле и в турнире Мастерс в Париже, где в пятый раз в шести встречах уступил Тиму Хенмену. В конце сезона в Кубке Мастерс в Хьюстоне Федерер обыграл на групповом этапе Андре Агасси, в решающем сете отыграв три матчбола в тай-брейке. В следующем матче он впервые за профессиональную карьеру победил Налбандяна, а затем и Хуана Карлоса Ферреро, отдав этим соперникам в общей сложности семь геймов. В полуфинале Федерер выиграл в двух сетах у Роддика, уже обеспечившего себе звание первой ракетки мира по итогам года, а в финале во второй раз за неделю победил Агасси, на этот раз не отдав ни одного сета — 6:3, 6:0, 6:4. По итогам года Федерер занял второе место в рейтинге, но при этом стал первым по количеству выигранных турниров (7), матчей (78) и сумме заработанных призовых (4 000 680 долларов). Он также второй год подряд стал единственным игроком, выигравшим больше чем по одному турниру в одиночном и парном разрядах — в парах швейцарец победил в турнире Мастерс в Майами с Мирным и в Вене с Ивом Аллегро.

### Лидер мирового тенниса

#### 2004 год
В декабре 2003 года завершилось сотрудничество Федерера с тренером Петером Лундгреном. Теннисист объяснял журналистам, что их совместная работа стала слишком рутинной и он чувствует себя перегоревшим. Через несколько месяцев Лундгрен стал тренером Марата Сафина, но сохранил дружеские отношения со швейцарцем.
2004 год начался для Федерера с провозглашения «швейцарцем года». Это звание швейцарское телевидение присвоило ему 5 января. На открытом чемпионате Австралии он в финальных раундах победил последовательно Хьюитта, Налбандяна, Ферреро и Сафина, отдав соперникам за четыре матча только два сета (в том числе ни одного в полуфинале и финале). Поскольку Роддик проиграл Сафину уже в четвертьфинале, 2 февраля после очередного обновления рейтинга Федерер стал первой ракеткой мира. Времени на отдых у него, однако, не было: уже в следующие выходные он привёл сборную Швейцарии к победе в Кубке Дэвиса над румынами, снова выиграв все три своих встречи в матче.
В феврале в четвертьфинале турнира в Роттердаме Федерер в очередной раз — уже шестой за семь их встреч — проиграл Тиму Хенмену. В марте, однако, он успешно защитил прошлогодний титул в Дубае, а затем выиграл турнир Мастерс в Индиан-Уэллсе, в финале победив Хенмена 6-3, 6-3. Эта игра ознаменовала конец эпохи его поражений от англичанина. После этого, однако, Федерер заболел, не успев оправиться к турниру Мастерс в Майами, и проиграл там в третьем круге 17-летнему Рафаэлю Надалю. Этот матч стал первым в истории их будущего многолетнего соперничества в одиночном разряде, хотя в парах они встретились на корте ещё на неделю раньше, и победителем тоже стал испанец. Федерер сумел достаточно восстановиться к четвертьфинальному матчу Кубка Дэвиса с Францией, чтобы выиграть обе одиночных встречи, но в парной игре они с Ивом Аллегро уступили, и французы одержали общую победу со счётом 3:2. В мае Федерер во второй раз за три года победил в Гамбурге, но на Открытом чемпионате Франции снова не смог добиться хороших результатов, в матче 3-го раунда уступив трёхкратному чемпиону Густаво Куэртену — 4:6, 4:6, 4:6.
После поражения в Париже Федерер выиграл четыре турнира подряд. Эта серия началась с защиты титула в Халле. Вслед за этим швейцарец отстоял и титул на Уимблдоне, в четвертьфинале победив в четырёх сетах Хьюитта, а в финале — Роддика. Американец в этом матче взял четыре гейма на подаче Федерера, но даже этого ему не хватило, и швейцарец победил в четырёх сетах. Следующая неделя была ознаменована победой в Гштаде — это был первый для Федерера титул на швейцарской земле после 13 попыток и 3 проигранных финалов. Он также стал первым местным теннисистом, выигравшим Открытый чемпионат Швейцарии, с 1980 года, когда чемпионом стал Хайнц Гюнтхардт. Наконец, 1 августа Федерер выиграл Открытый чемпионат Канады в Торонто, где в финале ему снова противостоял Роддик. Это позволило швейцарцу отметиться ещё одним редким достижением: он выиграл подряд три турнира на травяных, грунтовых и хардовых кортах. Это произошло впервые с 1979 года, когда такого же результата достиг Бьорн Борг.
Серию из 23 побед подряд — самую длинную в мужском профессиональном теннисе за пять сезонов — прервало поражение в первом раунде в Цинциннати от Доминика Грбатого. На Олимпиаде в Афинах Федерер был знаменосцем швейцарской делегации на церемонии открытия, но выбыл из борьбы рано, проиграв уже во втором круге Томашу Бердыху. В тот же день он потерпел поражение и в паре с Аллегро. Следующим турниром для лидера рейтинга стал Открытый чемпионат США. В четвертьфинале он победил в пяти сетах чемпиона Цинциннати Агасси, затем в трёх сетах Хенмена, а в финале — Хьюитта, также в трёх сетах, два из которых завершились с сухим счётом. За всю историю Открытой эры в теннисе это был лишь второй случай, когда в финальном матче два сета окончились со счётом 6:0 — до Федерера лишь Гильермо Вилас в 1977 году на «Ролан Гаррос» достиг подобного превосходства над соперником. В истории чемпионатов США никто не выигрывал в финале два сета всухую с 1884 года, когда этого результата добился Ричард Сирс. Швейцарец стал также всего лишь четвёртым теннисистом с начала Открытой эры, выигравшим три турнира Большого шлема за календарный год; последним, кто сумел это сделать до него, был Матс Виландер в 1988 году.
После победы в Нью-Йорке отрыв Федерера в рейтинге от Роддика достиг 2990 очков. Швейцарец продлил беспроигрышную серию до конца года, доведя её до 17 побед. Титул в Бангкоке, где в финале Федерер обыграл Роддика, стал для него десятым за сезон — первый случай с 1995 года, когда один теннисист выиграл десять или больше турниров за год. Перед итоговым турниром ATP швейцарец пропустил соревнования в Мадриде и Базеле. На само́м итоговом турнире он вышел из группы без поражений и в полуфинале встречался с Сафиным. Этот матч включал тай-брейк, продолжавшийся до счёта 20-18 в пользу Федерера — повторение рекорда ATP, показанного до этого дважды в 1973 и 1993 годах. Победив Сафина, швейцарец в финале взял верх над Хьюиттом. Этот выигранный финал стал для него 13-м подряд, и таким образом швейцарец побил предыдущий рекорд, принадлежавший Бьорну Боргу и Джону Макинрою. В общей сложности он выиграл за год 74 матча при 6 поражениях. За сезон Федерер заработал 6,358 миллиона долларов — лишь немногим меньше рекорда 1997 года, установленного Сампрасом (6,498 миллиона).

#### 2005 год
Проведя весь сезон 2004 года без постоянного тренера, в конце года Федерер договорился о сотрудничестве с бывшей звездой австралийского тенниса Тони Рочем, до этого тренировавшим Ивана Лендла и Патрика Рафтера. Новый сезон швейцарец начал с четвёртого титула подряд, победив в Дохе. На Открытом чемпионате Австралии он считался явным фаворитом и до полуфинала не проиграл ни одного сета. В полуфинале против Сафина Федерер вёл 2:1 по сетам и 6:5 в тай-брейке четвёртого сета, но не реализовал матчбол и дал Сафину сравнять счёт. В пятом сете он отыграл шесть матчболов, но россиянин всё же победил в решающей партии со счётом 9:7. Это поражение прервало для Федерера серию из 27 побед подряд и ещё одну — из 24 побед над соперниками из первой десятки рейтинга.
После Открытого чемпионата Австралии Федерер, однако, продолжил доминировать в мировом теннисе. За семь недель он выиграл четыре турнира подряд: в Роттердаме, Дубае, Индиан-Уэллсе, где обыграл в финале вторую ракетку мира Хьюитта, и Майами, где в финале взял реванш у Надаля за прошлогоднее поражение в этом турнире (в этом матче испанец вёл 2:0 по сетам и имел преимущество в тай-брейке третьего, но Федерер оказался психологически устойчивее). В Объединённых Арабских Эмиратах он успел дважды сыграть с Агасси: один матч прошёл на кортах чемпионата Дубая, а второй, рекламный — на вертолётной площадке на крыше отеля «Бурдж аль-Араб». Очередную серию из 25 побед подряд прервал в четвертьфинале турнира в Монте-Карло 18-летний Ришар Гаске, отыгравший по ходу встречи три матчбола. После этого Федерер взял перерыв на три недели для лечения тендинита. Вернувшись на корт к Открытому чемпионату Германии, он в отсутствие Надаля взял в финале реванш у Гаске. Это был шестой выигранный Федерером турнир Мастерс из десяти последних, в которых он участвовал — результат, которого до него не достигал никто.
Из Гамбурга Федерер отправился в португальский Эшторил, где ему была вручена награда Laureus как лучшему спортсмену мира в прошедшем году. Затем он отправился в Париж, где долго готовился к предстоящему Открытому чемпионату Франции, стараясь приноровиться к покрытию центральных кортов. На самом турнире — единственном среди турниров Большого шлема, в котором он ещё не побеждал, — швейцарец дошёл до полуфинала, не отдав соперникам ни одного сета. В полуфинале он, однако, в четырёх сетах уступил Надалю, чья собственная победная серия к этому моменту достигла 22 матчей. 19-летний Надаль стал в итоге чемпионом. Несмотря на поражение, выход в полуфинал Открытого чемпионата Франции ещё больше увеличил отрыв Федерера от Хьюитта в рейтинге, где швейцарец теперь вёл с почти двукратным преимуществом.

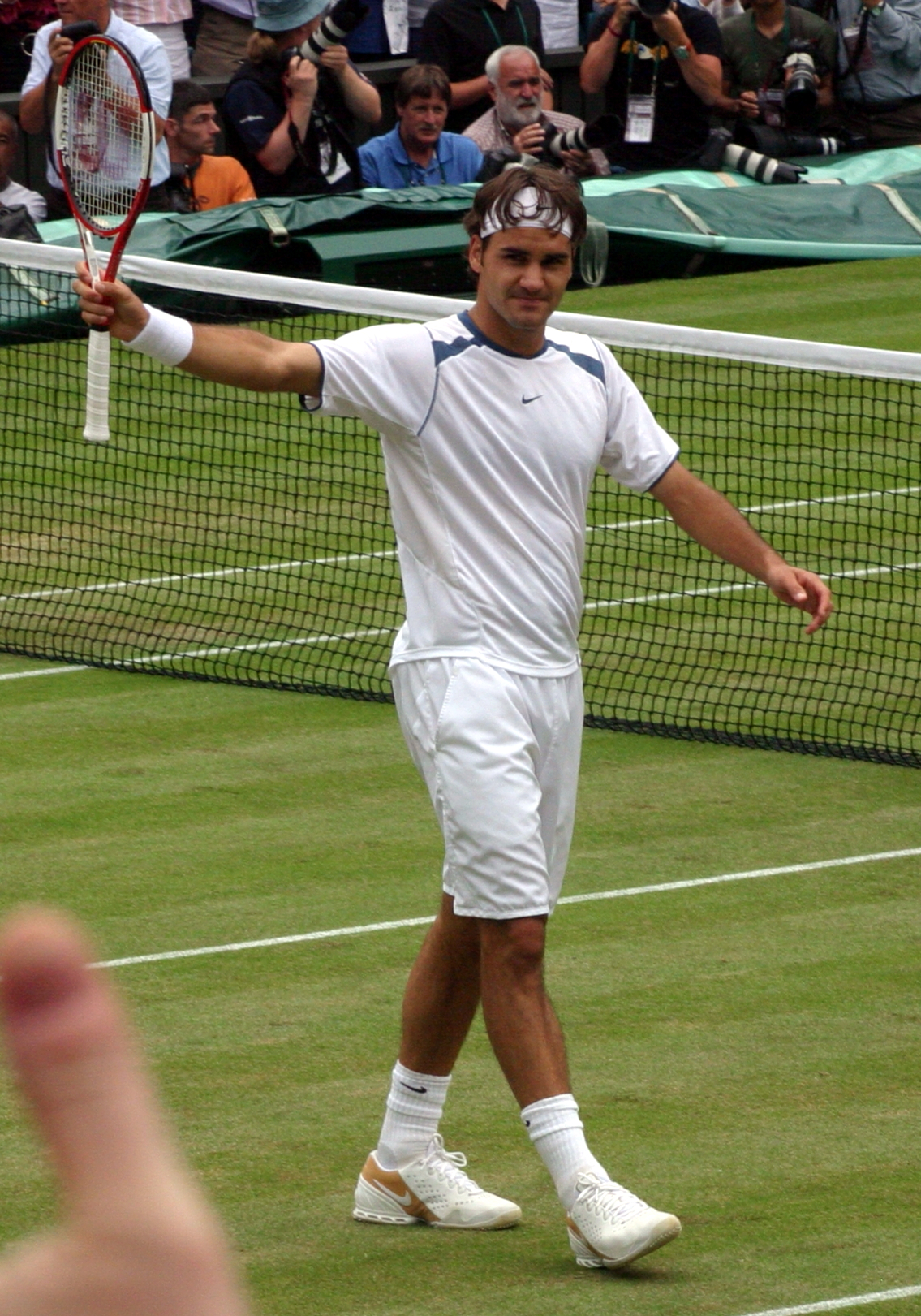
Уимблдон 2005 года

Если на грунтовых кортах Федерер ещё проигрывал, то на траве его успехи продолжались. В Халле он завоевал третий титул подряд на этом турнире и пятый на траве в общей сложности и к Уимблдону подошёл, выиграв подряд 29 матчей на этом покрытии. В полуфинале в Лондоне он обыграл в трёх сетах Хьюитта, пропустившего несколько месяцев из-за операции и перелома ребра, а в финале, второй раз подряд, Энди Роддика — 6:2, 7:6(2), 6:4. Эта победа на Уимблдоне стала для него, как и в Халле, третьей подряд. Федерер был единственным, кто стабильно побеждал на травяных газонах Роддика, за исключением трёх поражений от него выигравшего 32 из 35 своих последних матчей на этом покрытии. После победы в Лондоне швейцарец взял паузу почти на полтора месяца, вернувшись на корт только к турниру Мастерс в Цинциннати. В финале в Цинциннати он снова победил Роддика и впервые в карьере выиграл этот турнир. Эта победа сделала Федерера первым в истории теннисистом, выигравшим за один сезон больше трёх турниров Мастерс. В Открытом чемпионате США на ранних этапах проиграли двое его основных соперников — Роддик и Надаль, сам же чемпион последовательно победил в последних раундах Налбандяна, Хьюитта и 35-летнего Андре Агасси, завоевав второй за год титул в турнирах Большого шлема.
В отсутствие Федерера сборная Швейцарии проиграла первый матч сезона, и ему пришлось принять участие в стыковом матче против британцев, чтобы помочь команде остаться в Мировой группе. Он решил эту задачу, выиграв свою первую одиночную встречу и победив вместе с Аллегро в парной игре. Через неделю Федерер в финале в Бангкоке обыграл восходящую звезду британского тенниса Энди Маррея, досрочно обеспечив себе первое место в рейтинге до конца сезона. После этого, однако, он на тренировке в Базеле повредил щиколотку и две недели проходил в гипсе и на костылях. Несмотря на это, швейцарец принял участие в итоговом турнире ATP, с которого снялся ряд других ведущих игроков, включая Надаля, занимавшего в рейтинге второе место. Федереру удалось выиграть все три матча в группе, а в полуфинале он разгромил Гастона Гаудио со счётом 6:0, 6:0. Это была его 81-я победа за сезон при всего трёх поражениях — на одну победу хуже, чем в рекордном сезоне Джона Макинроя в 1984 году. В финальной игре, однако, швейцарец проиграл Налбандяну в пяти сетах (три из которых закончились тай-брейком), не сумев повторить рекорд Макинроя. Это поражение прервало для него серию из 35 матчей, выигранных после Открытого чемпионата Франции, а также стало первым в финале турнира с июля 2003 года — после 24 побед подряд. По итогам сезона Федерер уступил титул спортсмена года в Швейцарии мотогонщику Томасу Люти, но во второй раз подряд стал обладателем приза Laureus.

#### 2006 год
Очередной сезон швейцарец начал с победы на турнире в Дохе, где защитил свой прошлогодний титул. Следующим турниром стал Открытый чемпионат Австралии. Если Федерер к этому времени в целом оправился от разрыва сухожилий, то некоторые из его потенциальных соперников — Сафин, Агасси и Надаль — турнир из-за травм пропускали. В итоге швейцарский теннисист завоевал свой второй титул в Мельбурне, хотя и отдал соперникам пять сетов с четвёртого круга по финал и отыгрывался из счёта 5:7, 0:2 в финальной игре против несеяного Маркоса Багдатиса.
Пропустив матч Кубка Дэвиса, Федерер вернулся на корт в Дубае, где в финале уступил Надалю. После этого он, однако, в третий раз подряд выиграл турнир Мастерс в Индиан-Уэллсе и во второй раз подряд — в Майами. На грунте он снова проиграл Надалю в финале в Монте-Карло и через две недели встретился с испанцем в очередном финале в Риме. Эта игра продолжалась пять сетов, и в решающем сете при счёте 6:5 Федерер имел два матчбола, но в итоге победителем в очередной раз стал Надаль. Те же двое соперников встретились и в финале Открытого чемпионата Франции. Этот финал стал первым для Федерера на «Ролан Гаррос» и первым во всех турнирах Большого шлема, который он проиграл — Надаль, в первом сете уступив со счётом 1:6, затем выиграл оставшиеся три, защитив чемпионский титул. Для испанца это был 60-й выигранный матч подряд на грунтовых кортах и шестая победа в семи встречах с Федерером. Кроме того, с начала сезона это была уже его четвёртая победа в их противостоянии — столько же матчей Федерер проиграл всем соперникам вместе взятым за весь 2005 год.
На травяном покрытии Федерер сумел реабилитироваться. Он четвёртый год подряд выиграл турнир в Халле, хотя на этот раз ему пришлось сыграть третий сет в четырёх матчах на пути к титулу, а в четвертьфинале против Оливье Рохуса он не дал сопернику реализовать четыре матчбола. Перед началом Уимблдона на счету швейцарца был 41 выигранный подряд матч на траве — повторение рекорда, принадлежавшего Боргу, но этот рекорд был немедленно побит. На Уимблдоне Федерер дошёл до финала, не потеряв ни одного сета. Там он встретился со своим обидчиком по Открытому чемпионату Франции Рафаэлем Надалем — первый случай за 54 года, когда на протяжении одного сезона те же соперники встречались в финалах в Париже и Лондоне. Федерер выиграл первый сет всухую, затем соперники обменялись победами в тай-брейках, но в четвёртом сете швейцарец повёл 5:1 и уже не упустил инициативы, победив со счётом 6:3. Взяв после турнира паузу, Федерер вернулся на корт в начале августа к Открытому чемпионату Канады, где выиграл девятый подряд турнир на североамериканском континенте. Затем он проиграл во 2-м круге в Цинциннати Энди Маррею. Это поражение прервало две серии — из 55 выигранных матчей в турнирах в Северной Америке и из 14 турниров подряд, в которых Федерер дошёл до финала.
После этого швейцарец выиграл Открытый чемпионат США, в финале победив Роддика со счётом 6:2, 4:6, 7:5, 6:1. Таким образом, Федерер третий год подряд сделал золотой «дубль» на Уимблдоне и Открытом чемпионате США — результат, которого до него не достигал никто. Как и за год до этого, после победы в Нью-Йорке он помог сборной Швейцарии остаться ещё на год в Мировой группе Кубка Дэвиса, победив с ней сербов. Вслед за этим Федерер выиграл последовательно турниры в Токио (где победил в финале Хенмена), Мадриде и Базеле. В двух последних случаях его соперником в финале был чилиец Фернандо Гонсалес, и оба этих титула были для Федерера первыми в карьере — соответственно в турнирах в Испании и в своём родном городе. Сезон швейцарец окончил победой в Кубке Мастерс, отыграв в группе три матчбола у Роддика, уверенно победив в полуфинале Надаля и разгромив в финале Джеймса Блейка. В общей сложности за сезон Федерер, участвовавший в 17 турнирах, выиграл 92 матча и потерпел лишь пять поражений, из которых только одно не в финале. Он завоевал 12 титулов, став первым в истории профессионального тура игроком с десятью и более победами в турнирах на протяжении трёх лет подряд. Сумма его призовых составила 8,344 миллиона долларов, почти на два миллиона больше предыдущего рекорда Сампраса. Кроме того, впервые со времён Рода Лейвера и во второй раз за Открытую эру один игрок побывал в мужских одиночных финалах всех четырёх турниров Большого шлема.

#### 2007 год
В сезоне 2007 года к тренерскому штабу Федерера присоединился Джимми Коннорс. Чемпион пропустил выигранный два раза подряд турнир в Дохе и начал сезон сразу с Открытого чемпионата Австралии. Выйдя в полуфинал, он побил установленный Иваном Лендлом рекорд в десять подряд выступлений в полуфиналах турниров Большого шлема (эту серию швейцарцу удалось продлить до 2010 года, побывав подряд в 23 полуфиналах). В полуфинале Федерер разгромил Роддика со счётом 6:4, 6:0, 6:2, а в финале встретился с Фернандо Гонсалесом, в своей половине сетки победившим Хьюитта и Надаля. Федерер, однако, и здесь не отдал сопернику ни одного сета — 7:6(2), 6:4, 6:4. В итоге он завоевал десятый титул в турнирах Большого шлема, при этом впервые не потеряв ни одного сета (в последний раз до этого такого успеха добился Борг в Открытом чемпионате Франции 1980 года). Швейцарец также установил новое достижение Открытой эры, во второй раз за карьеру выиграв три турнира Большого шлема подряд.
В феврале Федерер в четвёртый раз за карьеру победил в Дубае. 26 февраля он начал 161-ю неделю подряд в ранге первой ракетки мира, побив рекорд, ранее принадлежавший Коннорсу. Серию из 41 победы подряд — самую длинную в карьере швейцарца — прервал аргентинец Гильермо Каньяс в стартовом раунде в Индиан-Уэллсе, а спустя две недели Федерер вторично уступил этому же сопернику в 4-м круге в Майами. После этого лидер рейтинга встретился со второй ракеткой мира — Надалем — в финалах двух грунтовых турниров, предшествовавших Открытому чемпионату Франции, проиграв в Монте-Карло, а затем в Гамбурге впервые победив испанца на грунте. Поражение от Федерера прервало для Надаля серию из 81 матча подряд, выигранного на грунтовых кортах — в том числе в предшествовавших Открытому чемпионату Германии турнирах в Монте-Карло, Барселоне и Риме, где сам швейцарец уступил во втором круге Филиппо Воландри. После этого Федерер расстался с тренером Тони Рочем. В промежутке между финалами в Монте-Карло и Гамбурге Федерер и Надаль также встретились в Пальма-де-Майорке в выставочном матче, получившем название «Битва покрытий». Надаль, чья победная серия на грунте ещё не была прервана, и Федерер, обладатель рекордной беспроигрышной серии на траве, сыграли на корте, одна половина которого была грунтовой, а вторая травяной. Матч продлился три сета, и в решающем Надаль победил на тай-брейке со счётом 12-10.
В Открытом чемпионате Франции швейцарец второй раз подряд дошёл до финала, отдав по пути лишь один сет, но там Надаль снова взял над ним верх в четырёх сетах, позволив выиграть лишь один из 17 брейк-пойнтов на своей подаче. Отказавшись от обычного участия в турнире в Халле, Федерер вернулся на корт только на Уимблдоне, где, как и во Франции, отдал соперникам по пути в финал всего один сет. Там, как и в Париже, он во второй раз подряд встретился с Надалем. Этот матч стал для чемпиона более трудным, чем прошлогодний — игра дошла до пятого сета, причём два из четырёх первых Федерер выиграл лишь на тай-брейке, тогда как испанец победил в двух других более уверенно. Однако в четвёртом сете Надаль получил микротравму правого колена; взятая им пауза на перевязку позволила Федереру сфокусироваться и выровнять игру. Швейцарец не дал Надалю реализовать несколько брейк-пойнтов на своих первых подачах в решающем сете, сам взял подачу соперника в шестом гейме и после этого уже не отдал испанцу ни одного гейма, победив 7:6, 4:6, 7:6, 2:6, 6:2. Одержав пятую подряд победу на Уимблдоне, Федерер повторил рекорд Борга — единственного, кто достиг такого результата в Открытой эре, а также довёл число выигранных подряд матчей на травяных кортах до 54.

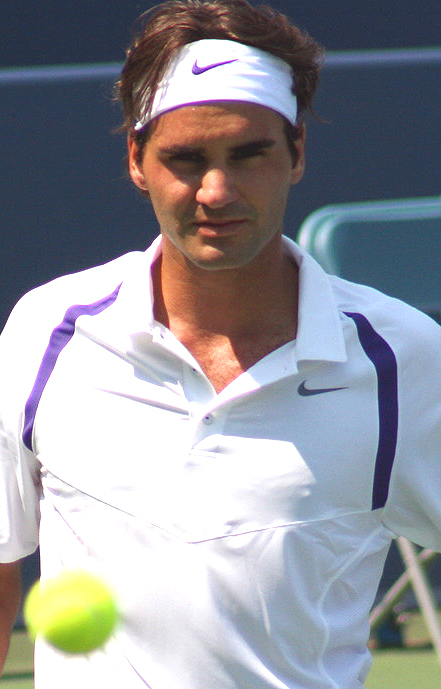
Федерер на турнире в Цинциннати 2007 года

Федерер вновь вернулся на корт в августе на Открытом чемпионате Канады, где в финале уступил молодому сербу Новаку Джоковичу — полуфиналисту двух предшествующих турниров Большого шлема. Джокович перед этим в рамках того же турнира обыграл Надаля. Швейцарец, обычно старавшийся не играть в двух турнирах Мастерс подряд, сделал в этом году исключение и завоевал титул в Цинциннати — 50-й в карьере — после победы над Джеймсом Блейком. В Открытом чемпионате США Надаль проиграл в четвёртом туре, и соперником Федерера в финале снова стал Джокович, однако он не реализовал семь сетболов в первом сете, проиграв в итоге 7:6(4), 7:6(2), 6:4. Федерер, таким образом, в четвёртый раз подряд победил за один сезон и на Уимблдоне, и в США. Он также стал первым в истории игроком, выступавшим в финалах всех четырёх турниров Большого шлема два календарных года подряд, и установил новый рекорд, сыграв в десятом подряд финале такого турнира.
В оставшихся до конца сезона турнирах Мастерс Федерер дважды проиграл Налбандяну (в том числе в финале в Мадриде), но завоевал очередной титул в Базеле. Впервые его участие в плей-офф Кубке Дэвиса не помогло сборной Швейцарии остаться ещё на год в Мировой группе: Федерер выиграл обе личных встречи у соперников из Чехии, но его команда уступила с общим счётом 3:2. Сезон он завершил победой в Кубке Мастерс, который выиграл в четвёртый раз за пять лет (в том числе победив Надаля в полуфинале), и окончил четвёртый сезон подряд на первом месте в рейтинге.
В целом, хотя Федерер повторил прошлогодний успех, побывав во всех четырёх финалах турниров Большого шлема и выиграв три из них, этот год специалистами оценивается как менее успешный для него. Это отражают и статистические показатели: швейцарец за 2007 год выиграл лишь половину турниров, в которых принял участие, а баланс его побед и поражений (68-7) был существенно ниже, чем в предыдущие три года (247-15, или 94,3 % побед).

### Соперничество с Рафаэлем Надалем

#### 2008 год
В конце 2007 года Пьер Паганини внёс изменения в тренировочный режим Федерера, стремясь подвести того в оптимальной форме к Открытому чемпионату Франции. Однако примерно в это же время у чемпиона начались проблемы со здоровьем. Накануне Открытого чемпионата Австралии швейцарец попал в больницу с расстройством желудка, которое в тот момент списали на пищевое отравление, но позже у него был диагностирован инфекционный мононуклеоз. Несмотря на это, на самом турнире он дошёл до полуфинала, в третьем круге сломив в пяти сетах сопротивление Янко Типсаревича, но затем в трёх сетах уступил Джоковичу. После этого Федерер уже в первом круге проиграл Энди Маррею в Дубае, не добился существенных успехов в турнирах Мастерс в США, а за грунтовый сезон, предшествовавший Открытому чемпионату Франции, завоевал лишь один титул — в турнире базовой категории ATP в Лиссабоне. Кроме того, он дважды проиграл Надалю в финалах — в Монте-Карло и Гамбурге. Федереру не помогло даже то, что он пригласил в качестве тренера испанца Хосе Игераса, ранее сумевшего привести к победе на Открытом чемпионате Франции Агасси и Джима Курье. Помимо официальных соревнований, в его календарь в марте вошёл также благотворительный матч против Пита Сампраса в нью-йоркском «Мэдисон-сквер-гардене», целью которого был сбор денег на вакцинацию в странах третьего мира. Матч, собравший 19 тысяч зрителей, выиграл швейцарец на тай-брейке в решающем сете.
В Открытом чемпионате Франции Федерер и Надаль в очередной раз встретились в финале. Испанец на этот раз был ещё сильнее, чем в прошлые годы: по пути в финал он не потерял ни одного сета (в том числе против Джоковича) и не испортил этой статистики и в решающем матче, обыграв Федерера со счётом 6:1, 6:3, 6:0. До этой встречи швейцарец не проигрывал сетов всухую с 1999 года. Это была также самая однобокая победа в мужских одиночных финалах турниров Большого шлема с 1984 года, когда Джон Макинрой также отдал всего 4 гейма Джимми Коннорсу.
Между Открытым чемпионатом Франции и Уимблдоном Федерер успел завоевать пятый титул в Халле. В Лондоне он разгромил в четвёртом круге Хьюитта и в полуфинале Сафина, не потеряв ни одного сета, и оказался в одном матче от нового рекорда Уимблдона в Открытой эре — шести завоёванных титулов подряд. Финал между Федерером и Надалем, находившимися в своей лучшей форме, многие специалисты впоследствии называли величайшим матчем в истории тенниса. Надаль выиграл первый сет со счётом 6:4, а во втором при счёте 4:1 в пользу Федерера взял пять геймов подряд, но в следующих двух сетах действующий чемпион отыгрывался из сложных положений и оба раза победил на тай-брейке. Судьба матча решилась при счёте 7:7 в пятом сете, когда Надаль взял восьмой гейм на подаче Федерера, а затем удержал собственную подачу. Матч продолжался 4 часа и 48 минут игрового времени — новый рекорд продолжительности в финалах Уимблдонского турнира. Надаль стал первым игроком с 1980 года, на протяжении одного сезона выигравшим и Открытый чемпионат Франции, и Уимблдонский турнир, и оборвал серию из 65 побед Федерера на травяных кортах.
Из-за Олимпийских игр в Пекине турниры Мастерс в Торонто и Цинциннати были передвинуты ближе к датам Уимблдонского турнира. Несмотря на это, Надаль выиграл первый и дошёл до полуфинала во втором, тогда как Федерер рано выбыл из борьбы в обоих. Это обеспечило смену лидера в рейтинге ATP, который Федерер возглавлял рекордные 237 недель подряд. На открытии Олимпиады он во второй раз подряд нёс на церемонии открытия флаг Швейцарии, но в четвертьфинале проиграл в двух сетах Блейку. В парах Федерер и его соотечественник Станислас (Стэн) Вавринка преуспели больше, за один день выиграв четвертьфинальный матч у индийцев Махеша Бхупати и Леандера Паеса, а затем полуфинальный — у Майка и Боба Брайанов, оба в двух сетах. Финал, продолжавшийся до трёх побед в сетах, швейцарцы выиграли у шведской пары Симон Аспелин — Томас Юханссон со счётом 6:3, 6:4, 6:7(4), 6:3. Таким образом, Федерер стал олимпийским чемпионом в парном разряде.

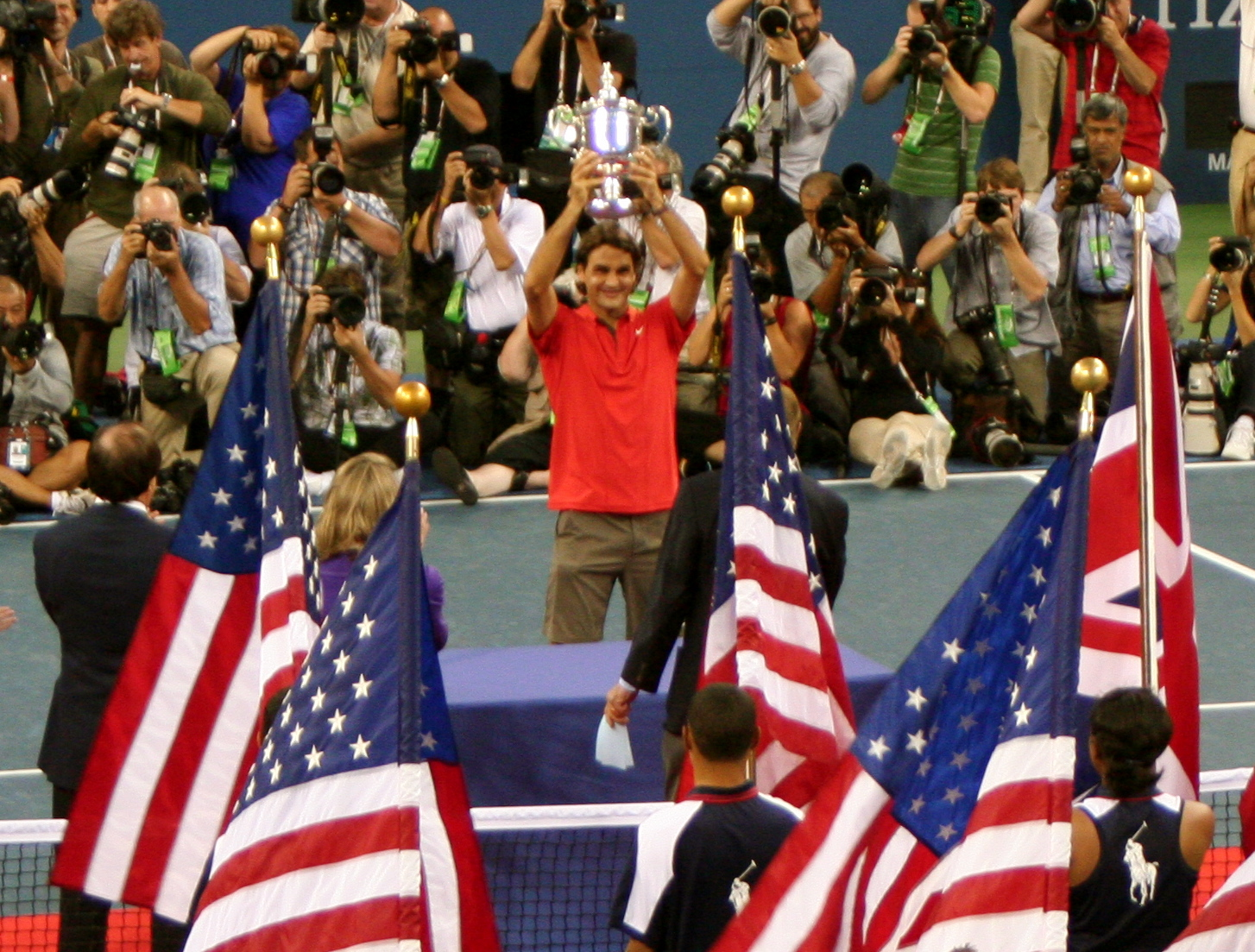
Церемония награждения Открытого чемпионата США 2008 года

В Открытом чемпионате США Федерер в полуфинале в четырёх сетах взял верх над Джоковичем, а в финале не отдал ни одного сета Маррею, перед этим победившему Надаля. Это был пятый подряд Открытый чемпионат США, который выиграл Федерер — новый рекорд Открытой эры. До конца сезона швейцарец завоевал третий подряд титул в Базеле (и всего лишь четвёртый за год), но дважды проиграл Маррею — в полуфинале в Мадриде и в группе на Кубке Мастерс. В промежутке между этими двумя турнирами Федерер снялся с четвертьфинала в Париже из-за растяжения мышц спины (до этого не сдав ни одного из 793 матчей в карьере без игры), а на Кубке Мастерс не сумел выйти из группы, закончив год на втором месте в рейтинге. Несмотря на относительно неудачный год, он побил рекорд Сампраса по общему количеству заработанных призовых, сумма которых превысила 44 миллиона долларов.

#### 2009 год
Открытый чемпионат Катара, открывавший сезон с участием Надаля и Федерера, не выиграл ни один из них — чемпионом стал Маррей. На Открытом чемпионате Австралии, однако, британец проиграл в четвёртом круге. Федерер, напротив, пробился в финал после побед над Сафиным и Роддиком и в очередной раз встретился с Надалем, обыгравшим накануне Фернандо Вердаско в матче, длившемся 5 часов 14 минут (рекорд чемпионатов Австралии). Финал оказался ненамного короче — 4 часа 23 минуты. Как и на Уимблдоне, были сыграны все пять сетов, и в итоге победу снова одержал Надаль со счётом 7:5, 3:6, 7:6(3), 3:6, 6:2; при этом швейцарец упустил шансы на победу как в первом сете, где вёл 4:2, так и в третьем, где не реализовал шесть брейк-пойнтов при счёте 4:4 и 5:5.
Продолжающиеся проблемы со спиной и беременность Мирки Вавринец заставили Федерера пропустить турнир в Дубае и первый круг Кубка Дэвиса. В Индиан-Уэллсе и Майами он дошёл до полуфинала, проиграв соответственно Маррею и Джоковичу. В последнем матче, проиграв свою подачу в решающем сете, швейцарец позволил себе редкую вспышку гнева, разбив ракетку о корт. Начало грунтового сезона для него ознаменовалось проигрышем Вавринке в третьем круге в Монте-Карло — первый раз с 2000 года, когда Федереру нанёс поражение другой швейцарский теннисист. В турнире Мастерс в Мадриде ему, однако, удалось во второй раз победить Надаля на грунте. Возможно, на результат повлияло то, что у испанца, выигравшего турниры в Монте-Карло, Барселоне и Риме, к этому моменту развился тендинит обоих надколенников. Эта проблема продолжала преследовать Надаля и на Открытом чемпионате Франции, и в 4-м круге он потерпел первое поражение за все годы участия в этом турнире, уступив Робину Сёдерлингу. Сам Федерер в этом же круге проигрывал Томми Хаасу 2:0 по сетам, а затем чуть не отдал немцу свою подачу при счёте 3:4 в четвёртом сете. Пять сетов продлился и полуфинал против Хуана Мартина дель Потро, но в финале против Сёдерлинга швейцарец победил в трёх сетах 6:1, 7:6(1), 6:4. Этой победой Федерер завершил завоевание карьерного Большого шлема в одиночном разряде.
Отказавшись от выступления в Халле, Федерер продолжил сезон уже на Уимблдоне, который действующий чемпион Надаль пропускал по болезни. Победив Хьюитта и недавних соперников по парижскому турниру Сёдерлинга и Хааса, швейцарец встретился в финале с Роддиком, переигравшим в полуфинале Маррея. Американец выиграл первый сет и вёл в тай-брейке во втором 6-2, но Федерер сумел отыграться, а затем повёл в счёте 2:1 по сетам, снова победив на тай-брейке. Роддик в свою очередь сравнял счёт в матче. Пятый сет продолжался 95 минут, соперники по очереди брали свои подачи (при этом при счёте 8:8 швейцарцу пришлось отыгрывать два брейк-пойнта). Лишь при счёте 15:14 в свою пользу Федерер наконец воспользовался ошибкой американца и завершил игру (это также была единственная подача Роддика, которую Федерер взял за весь матч). Эта победа стала для швейцарца 15-й в турнирах Большого шлема, и он побил рекорд Сампраса, до этого лидировавшего с 14 титулами в мужском одиночном разряде.
После Уимблдона Федерер взял перерыв на шесть недель. За это время он вернулся на первое место в рейтинге ATP (6 июля) и стал отцом (23 июля). В первом турнире после возвращения — Открытом чемпионате Канады — швейцарец проиграл в четвертьфинале Жо-Вильфриду Тсонга, хотя вёл 5:1 в решающем сете. Вслед за этим он победил в Цинциннати, обыграв по пути к титулу Маррея и Джоковича. Над сербским теннисистом Федерер взял верх и в Открытом чемпионате США, встретившись в финале с дель Потро, которого до этого победил во всех шести личных встречах. Этот финал, как и в Лондоне, растянулся на пять сетов. Федерер упустил возможность повести в матче 2:0 по сетам, а затем закончить игру победой в четвёртом сете, а в пятом аргентинец уже выглядел лучше своего соперника, победив 3:6, 7:6(5), 4:6, 7:6(4), 6:2. Он, таким образом, стал первым после Надаля, кому удалось победить швейцарского чемпиона в финале турнира Большого шлема. Это поражение прервало для Федерера серию из 40 матчей подряд, выигранных в Открытых чемпионатах США. Через неделю он помог сборной Швейцарии вернуться в Мировую группу, выиграв две своих одиночных встречи в Италии, после чего опять взял полуторамесячный перерыв. По возвращении на корт швейцарец проиграл в Базеле в финале Джоковичу (что оборвало серию из 19 выигранных матчей подряд в этом турнире), в Париже выбыл из борьбы уже в 1-м раунде, а на Кубке Мастерс дошёл до полуфинала, обыграв в группе Маррея и дель Потро. Последний матч сезона Федерер проиграл россиянину Николаю Давыденко, но снова окончил год в ранге первой ракетки мира. Он также снова дошёл до финала во всех четырёх турнирах Большого шлема за сезон, завоевав на сей раз два титула, и стал после Открытого чемпионата США первым теннисистом в истории, заработавшим свыше 50 млн долларов призовых.

#### 2010 год
Сезон Федерер открыл на турнире в Дохе, где в полуфинале во второй раз подряд проиграл Давыденко; россиянин, завершивший предыдущий сезон победой в итоговом турнире ATP, после этого обыграл в финале турнира в Катаре и Надаля и считался главным соперником швейцарца перед Открытым чемпионатом Австралии. Они встретились в четвертьфинале, где Давыденко, выиграв первый сет, вёл 3:1 во втором и имел два брейк-пойнта на подаче Федерера, но с этого момента швейцарец выиграл 12 геймов подряд и завершил встречу победой. В финале он победил Энди Маррея со счётом 6:3, 6:4, 7:6(11), завоевав свой 16-й титул в турнирах Большого шлема. Федерер также повторил рекорд Борга и Сампраса, победив как минимум на одном турнире Большого шлема восемь лет подряд. Промежуток сезона между Открытыми чемпионатами Австралии и Франции сложился для первой ракетки мира неудачно и включал поражение от Эрнеста Гулбиса в 1-м раунде Открытого чемпионата Италии. Лишь в турнире в Лиссабоне Федерер добрался до полуфинала, а затем в турнире Мастерс в Мадриде — до финала, где уступил Надалю.
На открытом чемпионате Франции в четвертьфинале Федерера обыграл Робин Сёдерлинг. До этого швейцарец выходил в полуфиналы турниров Большого шлема рекордные 23 раза подряд. 7 июня Федедер во второй раз уступил Надалю первую строчку в рейтинге, которую к тому моменту занимал 285 недель — на одну неделю хуже абсолютного рекорда, принадлежавшего Сампрасу. Если бы швейцарец проиграл хотя бы в полуфинале, он оставался бы первой ракеткой мира как минимум до завершения Уимблдонского турнира. Между Парижем и Лондоном к продолжающимся болям в спине у Федерера добавилось растяжение паха, полученное в финале в Халле, который он проиграл Хьюитту. На кортах Всеанглийского клуба швейцарец едва не выбыл из борьбы в первом же раунде, уступая по ходу матча 0:2 по сетам колумбийцу Алехандро Фалье. Этот матч Федереру удалось спасти, но в четвертьфинале его остановил Томаш Бердых. Чех затем обыграл ещё и Джоковича, только в финале уступив Надалю, который снова набрал оптимальную форму. 5 июля Федерер опустился на третье место в рейтинге, где в последний раз находился в ноябре 2003 года.

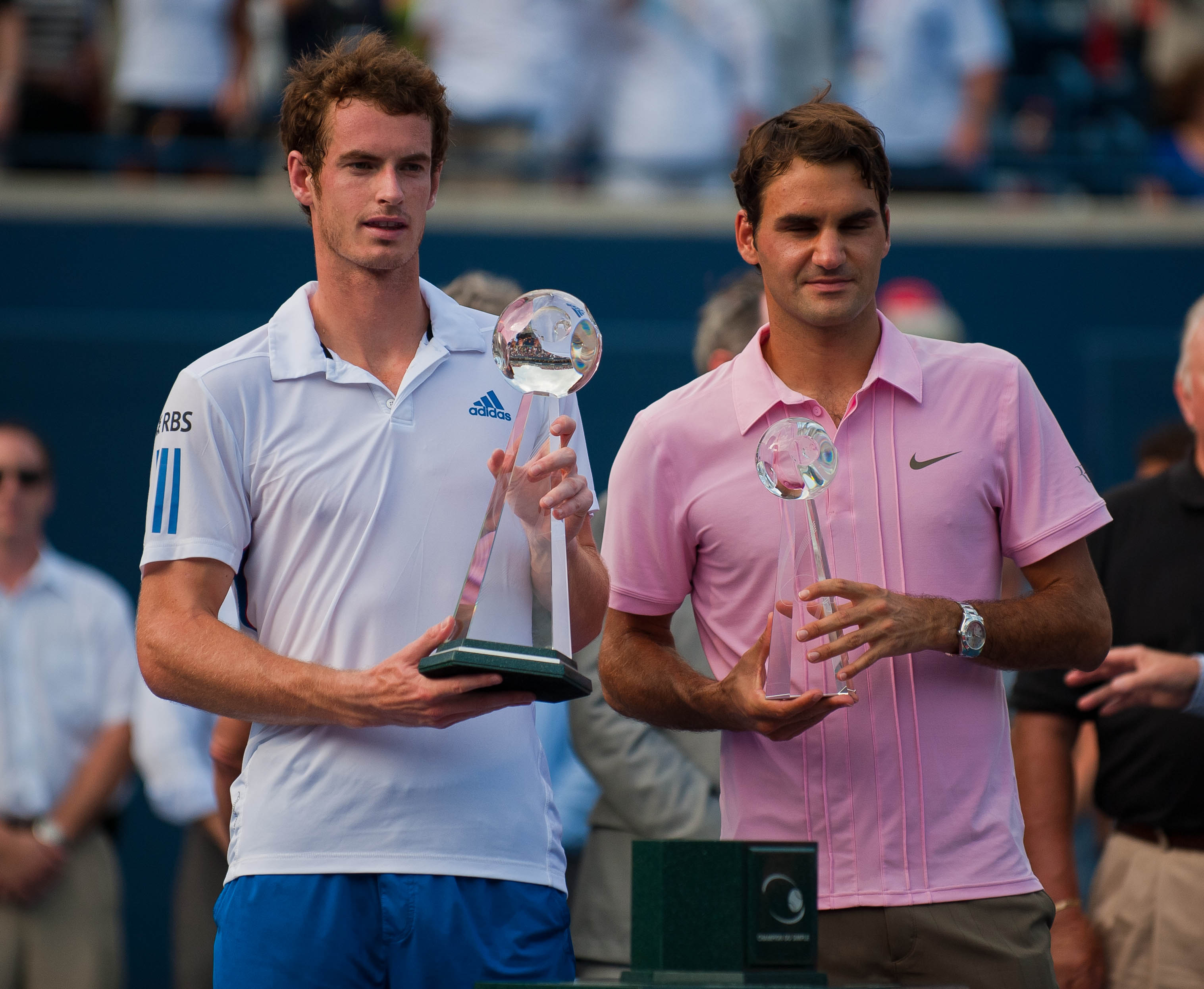
Энди Маррей и Федерер на церемонии награждения. 2010 год, Торонто

По окончании Уимблдонского турнира Федерер, чтобы избавиться от болей в спине, внёс изменения в режим физической подготовки, больше внимания уделяя упражнениям для мышц пресса; к декабрю он сообщил прессе, что боли полностью прошли. Кроме того, понимая, что в 29 лет уже не может «перебе́гать» соперников на корте, швейцарец в поисках новых тактических идей добавил к своему тренерскому штабу американца Пола Аннакона, в прошлом тренировавшего Сампраса и Хенмена. После этого Федерер дошёл до финала в Торонто и завоевал титул на турнире Мастерс в Цинциннати. На Открытом чемпионате США он в полуфинале встретился с Джоковичем. Это был второй полуфинал — первый уже выиграл Надаль, — и швейцарец испытывал сильное психологическое давление. В итоге он играл очень осторожно, и в решающем сете недостаточно агрессивная игра стоила ему двух нереализованных матчболов. Сербский теннисист вышел победителем в матче, проиграв затем Надалю в финале.
После Открытого чемпионата США Федерер принял решение пропустить матч сборной Швейцарии с командой Казахстана в Кубке Дэвиса. В его отсутствие швейцарцы, которых возглавлял уставший после США Стэн Вавринка, проиграли матч за право остаться на следующий год в Мировой лиге. В конце сезона Федерер вышел в финал турнира Мастерс в Шанхае, где проиграл Маррею, а затем завоевал титулы в Стокгольме и Базеле, вернувшись на второе место в рейтинге. Год он завершил победой над Надалем — всего лишь второй за их последние семь встреч после уимблдонского финала 2008 года — в финале Итогового турнира ATP. Однако с учётом того, что испанец к этому моменту выиграл три турнира Большого шлема подряд, этого было недостаточно, чтобы потеснить его на первой строчке рейтинга.

### Большая тройка и Большая четвёрка

#### 2011 год
2011 год швейцарец начал с победы в Дохе, где в финале переиграл Давыденко, став первым в истории этого турнира трёхкратным чемпионом. В Открытом чемпионате Австралии Надаль порвал ахиллово сухожилие в четвертьфинальном матче против Давида Феррера, но Федерер не смог этим воспользоваться, в свою очередь проиграв в полуфинале в трёх сетах будущему чемпиону Джоковичу. Серб продолжил победную серию и после Австралии, к Открытому чемпионату Франции выиграв ещё два турнира на хардовых кортах и три на грунте — четыре из них после побед над Надалем в финалах. Перед Открытым чемпионатом Франции, таким образом, теннисные эксперты ожидали, что эти два игрока снова встретятся в финале, однако Федерер взял верх над Джоковичем в полуфинальном матче, который Крис Бауэрс называет лучшим для швейцарца за весь 2011 год и одним из лучших за всю карьеру. Это поражение оборвало для серба серию из 43 побед. В четвёртом финале Открытого чемпионата Франции против Надаля Федерер имел сетбол в первом сете, но, не сумев его реализовать, в дальнейшем отдал испанцу инициативу и снова проиграл.
На Уимблдонском турнире Федерер проиграл в четвертьфинале Жо-Вильфриду Тсонга матч, в котором вёл 2:0 по сетам — такое случилось впервые за всё время его участия в турнирах Большого шлема. В Открытом чемпионате США он снова встретился в полуфинале с Джоковичем и снова проиграл, не реализовав три матчбола. Серб добавил к этой победе выигрыш у Надаля в финале; в итоге за четыре турнира Большого шлема 2011 года он проиграл только один матч — Федереру в полуфинале Открытого чемпионата Франции. Сам же Федерер впервые с 2003 года не выиграл ни одного турнира Большого шлема за сезон. По окончании игр в США он отправился со швейцарской сборной в Австралию, где они с Вавринкой в матче Кубка Дэвиса победили хозяев корта с общим счётом 3:2. После этого Федерер завоевал очередной титул в Базеле и впервые выиграл турнир Мастерс в Париже. В Итоговом турнире ATP он разгромил в группе Надаля со счётом 6:3, 6:0 и завоевал титул, в финале в третий раз за три недели победив Тсонга. Выиграв итоговый турнир уже в шестой раз, швейцарец установил новый рекорд соревнования.

#### 2012 год
Начав сезон 2012 года в Дохе, Федерер продлил серию выигранных матчей до двадцати и дошёл до полуфинала, где должен был встречаться с Тсонга, но снялся с турнира до игры. На открытом чемпионате Австралии он в полуфинале уступил Надалю в четырёх сетах. Четвертьфинальный поединок против дель Потро стал для швейцарца 1000-м в карьере в одиночном разряде. Он девятым за Открытую эру достиг этой отметки.
После Австралии Федерер неожиданно уступил в матче Кубка Дэвиса американцу Джону Изнеру, на тот момент 17-й ракетке мира. Швейцарцы в итоге проиграли матч досрочно, так как Вавринка также уступил Марди Фишу, а в парном разряде олимпийские чемпионы не смогли одолеть Фиша и Майка Брайана. Вслед за этим, однако, Федерер начал новую серию из 17 выигранных матчей подряд, за это время завоевав титулы в Роттердаме, Дубае и Индиан-Уэллсе. В последнем случае швейцарец поочерёдно нанёс поражения в двух сетах дель Потро, Надалю и Изнеру.

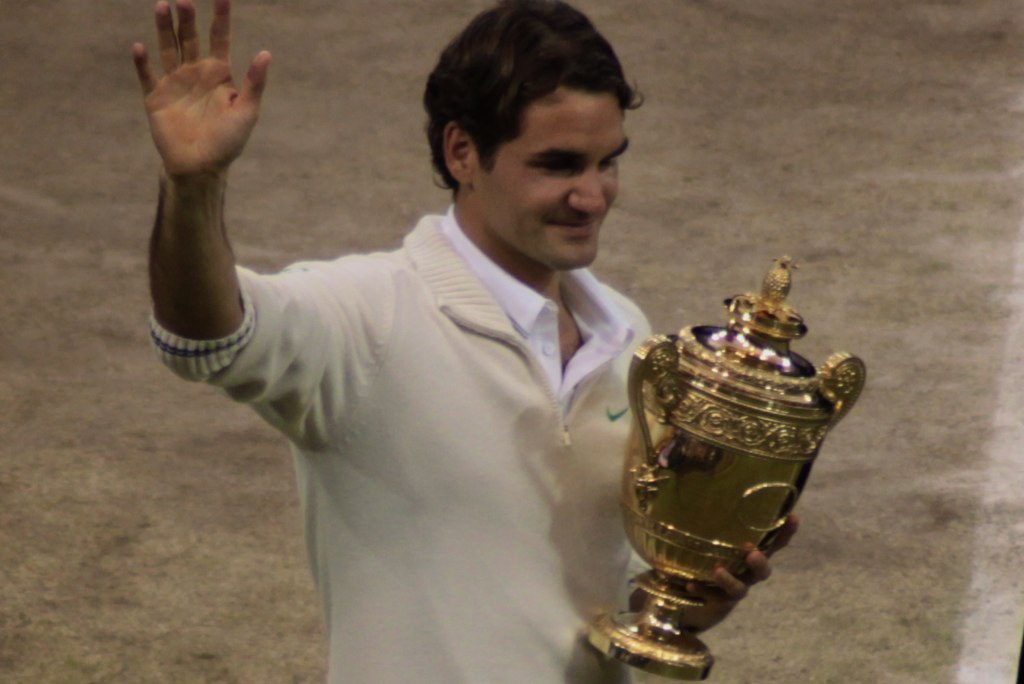
Федерер с кубком победителя, Уимблдонский турнир 2012 года

По словам швейцарца, в этом году, начиная с весенних турниров Мастерс в США и в течение грунтового сезона, он особенно остро ощущал усталость от постоянных выступлений. Грунтовый сезон сложился умеренно удачно — Федереру удалось завоевать четвёртый за год титул в Мадриде, а в Открытых чемпионатах Италии и Франции он уступил в полуфиналах Джоковичу. На «Ролан Гаррос» швейцарец едва не проиграл в четвертьфинале дель Потро, но аргентинец при счёте 2:0 по сетам получил травму, которая не позволила ему завершить матч победой. В следующем раунде Джокович уверенно обыграл Федерера в трёх сетах. В преддверии Уимблдона швейцарец уступил в финале в Халле Томми Хаасу. На само́м Уимблдоне он проигрывал в 3-м раунде 2:0 по сетам Жюльену Беннето, но сумел спасти этот матч. Поскольку Надаль в тот же день проиграл 100-й ракетке мира Лукашу Росолу, полуфинальная встреча между Джоковичем и Федерером специалистами рассматривалась как досрочный финал. Серб был не столь убедителен, как за год до этого, и Федерер взял верх в четырёх сетах, затем переиграв в финале, также в четырёх сетах, Маррея. Этот титул стал для швейцарца первым на турнирах Большого шлема с начала 2010 года, когда он выиграл Открытый чемпионат Австралии. Победа позволила ему вернуться на первое место в рейтинге, и через неделю, 16 июля, он побил рекорд Сампраса по суммарному времени, проведённому в ранге первой ракетки мира.
Теннисный турнир Олимпийских игр проходил на кортах Всеанглийского лаун-теннисного клуба. Федереру предлагали стать знаменосцем швейцарской сборной на открытии третьих Олимпийских игр подряд, но он отказался в пользу своего партнёра на корте — Стэна Вавринки. Швейцарская пара выбыла из борьбы уже во втором круге, но сам Федерер дошёл до финала после победы в рекордном по продолжительности (для трёхсетового матча) полуфинале против дель Потро — решающий, третий сет встречи завершился со счётом 19:17 в его пользу после 4 часов и 26 минут игры. В финале Олимпийского турнира, как за месяц до этого на Уимблдоне, встретились Федерер и Энди Маррей, но на этот раз хозяин корта уверенно победил швейцарца со счётом 6:2, 6:1, 6:4. В преддверии открытого чемпионата США Федерер в пятый раз за карьеру выиграл турнир Мастерс в Цинциннати, за всю неделю не проиграв ни одного сета на своей подаче и установив новый рекорд турнира по количеству титулов. Он также сравнялся с Надалем по количеству титулов на турнирах Мастерс с 21 победой. В Нью-Йорке швейцарец, однако, дошёл только до четвертьфинала, где проиграл в четырёх сетах Бердыху.
Федерер завершил сезон двумя поражениями в финалах — в Базеле от дель Потро и в Итоговом турнире ATP от Джоковича. После Базеля, однако, он отказался от участия в парижском турнире Мастерс и после 17 недель в ранге первой ракетки мира (302 в сумме) снова пропустил вперёд Джоковича. В результате, завоевав 6 титулов в 10 финалах, Федерер завершил сезон на втором месте в рейтинге. За год в профессиональном туре швейцарец заработал 8,5 миллиона долларов, после чего провёл в Южной Америке серию из шести показательных матчей, за каждый из которых получил по два миллиона.

#### 2013 год
В декабре 2012 года Федерер объявил, что следующий сезон будет для него «переходным» и график его выступлений станет менее насыщенным. Он, в частности, не выступал до Открытого чемпионата Австралии, а затем отказался от участия в Кубке Дэвиса. В Мельбурне швейцарец переиграл в четвертьфинале Тсонга в пяти сетах, а в полуфинале, также в пяти сетах, уступил Маррею. Первый с начала сезона финал Федерер провёл только в Открытом чемпионате Италии, где проиграл Надалю. По ходу Открытого чемпионата Франции он выиграл 900-й матч за карьеру, победив в 4-м раунде Жиля Симона, но затем выбыл из борьбы в Открытом чемпионате Франции в четвертьфинале, где, как и в Австралии, встречался с Тсонга.
В июне швейцарец победил в Халле, завоевав 13-й за карьеру титул на травяных кортах, но затем на Уимблдонском турнире проиграл уже во втором круге 116-й ракетке мира — украинцу Сергею Стаховскому. Тем самым он прервал серию из 36 турниров Большого шлема подряд начиная с 2004 года, в которых доходил как минимум до четвертьфинала, и впервые с 2002 года проиграл во втором круге на таком турнире. После этого в Гамбурге Федерер потерпел второе поражение за сезон от соперника из второй сотни рейтинга, в полуфинале уступив 114-й ракетке мира Федерико Дельбонису.
В следующих трёх турнирах — в Гштаде, Цинциннати и Открытом чемпионате США — швейцарец тоже проигрывал рано. Поражение в 4-м раунде в Нью-Йорке от Томми Робредо означало, что он впервые за десять лет не сыграл ни одного финала в турнире Большого шлема за сезон. Концовка года была несколько более успешной и включала восьмой подряд (и десятый в общей сложности) финал в Базеле и полуфиналы в Париже и в Итоговом турнире ATP (где Федерер проиграл Надалю). В сумме за год швейцарец завоевал лишь один титул, проиграв 10 из 14 встреч с соперниками из первой десятки рейтинга, и закончил сезон на 6-м месте в рейтинге, впервые за 12 лет не попав в Top-5. В конце года в его тренерскую команду вошёл Стефан Эдберг

#### 2014 год
Сезон 2014 года Федерер начал на турнире в Брисбене, в котором впервые дошёл до финала, проиграв там Хьюитту. В Открытом чемпионате Австралии Федерер в 11-й раз подряд пробился в полуфинал, сыграв там свой 11-й матч против Надаля в рамках турниров Большого шлема. В этой игре испанец оказался сильнее, победив в трёх сетах.
После Австралии Федерер впервые с 2005 года сыграл за сборную Швейцарии в матче первого круга Кубка Дэвиса. Сборная Сербии, играя без Джоковича, не смогла противостоять швейцарцам, обеспечившим себе победу уже после второго дня игры и вышедшим в четвертьфинал турнира в первый раз с 2004 года. Вслед за этим Федерер победил в Дубае, по ходу обыграв занимавшего второе место в рейтинге Джоковича и став шестикратным чемпионом турнира — новый рекорд этого соревнования. Серб взял реванш в Индиан-Уэллсе, победив Федерера на тай-брейке решающего сета в финале. Этот результат и выход в четвертьфинал в Майами позволили швейцарцу снова начать подъём в рейтинге, где он в конце января опустился до 8-го места.
В апреле сборная Швейцарии, проигрывая по ходу матча 2:1, сумела победить в четвертьфинале Кубка Дэвиса команду Казахстана благодаря двум очкам, принесённым Федерером в одиночных встречах (третье очко было на счету Вавринки). Лучшим результатом Федерера в грунтовом сезоне стал финал в Монте-Карло: снова остановив Джоковича в полуфинале, он в финале уступил Вавринке во второй раз за 17 встреч. В Париже, однако, швейцарец проиграл в 4-м круге Эрнесту Гулбису, потерпев самое раннее поражение в Открытом чемпионате Франции с 2004 года. Завоевав уже седьмой за карьеру титул в Халле, на Уимблдоне Федерер стал финалистом после побед над Вавринкой в четвертьфинале и Милошем Раоничем в полуфинале. Финал против Джоковича, продолжавшийся 5 сетов, несмотря на поражение швейцарца, входит в число лучших матчей, когда-либо проведённых Федерером.
В преддверии Открытого чемпионата США Федерер сыграл в финалах турниров Мастерс как в Торонто, так и в Цинциннати, в первом уступив Тсонга, а во втором победив Феррера. В Нью-Йорке швейцарец в четвертьфинале против Гаэля Монфиса в девятый раз за карьеру спас игру при счёте 0:2 по сетам, в том числе не дав французу реализовать два матчбола. После этого он проиграл в полуфинале в трёх сетах Марину Чиличу, который в итоге стал чемпионом, победив Кэя Нисикори в первом с начала 2005 года финале турнира Большого шлема без представителей «Большой четвёрки».
В сентябре Федерер вывел команду Швейцарии в финал Кубка Дэвиса, в матче со сборной Италии снова выиграв обе одиночных встречи, к которым Вавринка добавил ещё одно очко. В турнире Мастерс в Шанхае Федерер во втором раунде отыграл по ходу встречи пять матчболов у аргентинца Леонардо Майера. В полуфинале он победил Джоковича, а в финале взял верх над Жилем Симоном. Через неделю швейцарец в шестой раз стал победителем турнира в своём родном Базеле, в финале победив бельгийца Давида Гоффена.

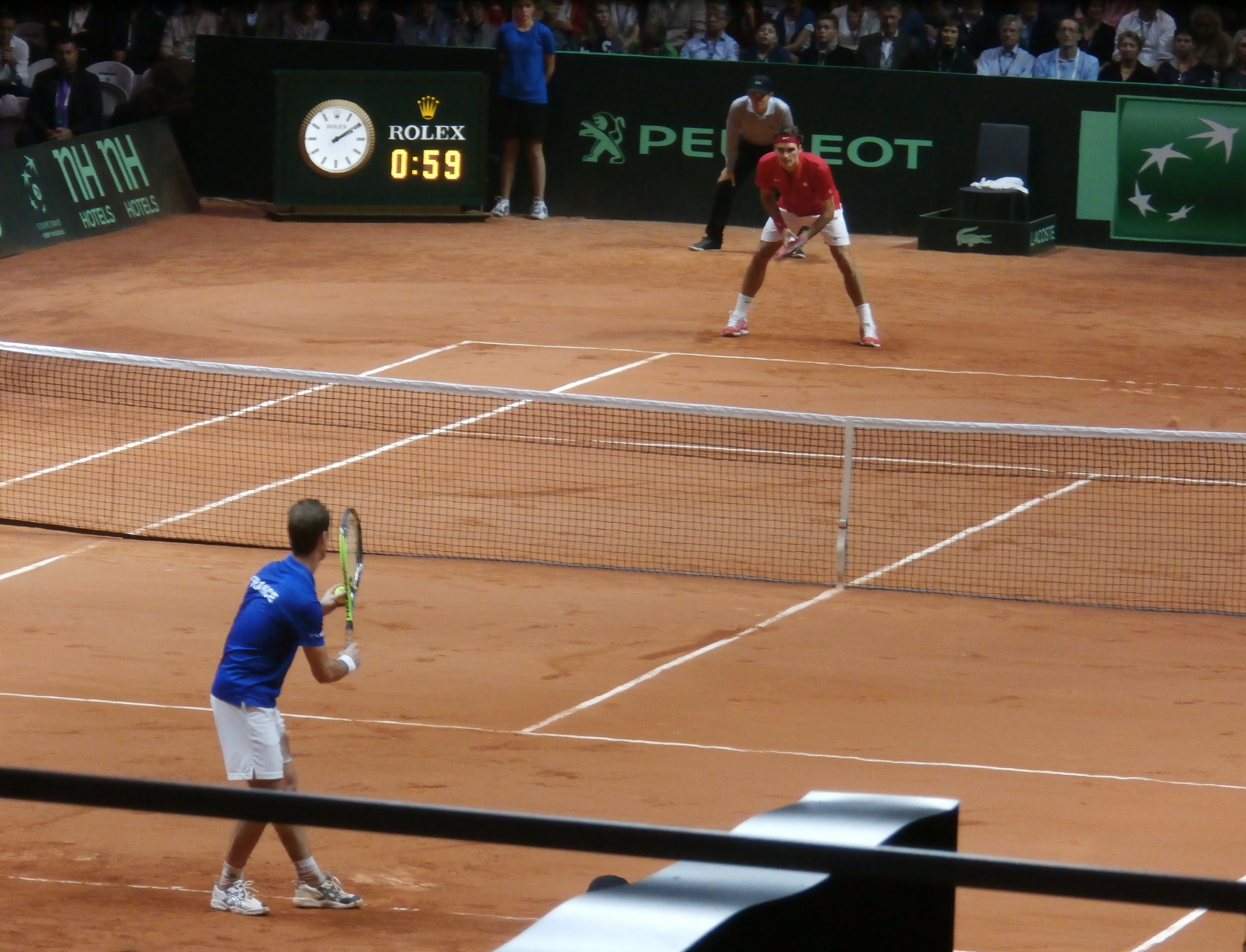
Финал Кубка Дэвиса 2014 года: Ришар Гаске (в синем) против Федерера (в красном)

В 13-й раз получив право на участие в итоговом турнире сезона, Федерер в полуфинале вывел из борьбы Вавринку, отыграв по ходу встречи четыре матчбола. После этого ему, однако, пришлось отказаться от участия в финале из-за обострения мононуклеоза, и победителем турнира без игры стал Джокович. По итогам сезона швейцарец занял второе место в рейтинге с пятью титулами в индивидуальных турнирах.
Финал Кубка Дэвиса в Лилле швейцарцы проводили в ноябре против сборной Франции на грунтовых кортах, наиболее неудобных для Федерера. В первый день финала он проиграл в трёх сетах Монфису, но победа Вавринки над Жо-Вильфридом Тсонга позволила швейцарцам свести этот день вничью. Затем Федерер и Вавринка, до этого четырежды подряд проигрывавшие в парных встречах, взяли верх над Монфисом и Жюльеном Беннето, а в четвёртой встрече матча Федерер разгромил Ришара Гаске, отдав сопернику всего 8 геймов в 3 сетах и досрочно обеспечив победу своей команде. Это был первый Кубок Дэвиса, завоёванный сборной Швейцарии за её историю, и капитаном команды в это время был личный тренер Федерера Северин Люти.

#### 2015 год
2015 год Федерер начал, как и предыдущий, с финала в Брисбене, в котором на этот раз победил. В финальной игре против Раонича швейцарец одержал 1000-ю победу в своей профессиональной карьере. Больше выигранных матчей к тому моменту было на счету только у Джимми Коннорса (1253) и Ивана Лендла (1071). В Мельбурне, однако, развить успех не удалось: Федерер проиграл Андреасу Сеппи уже в третьем круге — самое раннее его поражение в Открытом чемпионате Австралии с 2001 года.
В Дубае Федерер победил уже в седьмой раз за карьеру, в финале обыграв Джоковича. В финале турнира Мастерс в Индиан-Уэллсе встретились эти же соперники, но теперь победу одержал серб. Miami Masters Федерер решил пропустить, планируя вместо этого сыграть во всех трёх турнирах Мастерс на грунте. В двух из них швейцарец выбыл из борьбы рано, проиграв в Монте-Карло в третьем раунде, а в Мадриде — во втором, где не реализовал два матчбола против 20-летнего Ника Кирьоса. В промежутке, однако, Федерер выиграл новый турнир базовой категории в Стамбуле, победив в решающем матче Пабло Куэваса, а затем в Открытом чемпионате Италии лишь в финале уступил Джоковичу. В Париже его остановил в четвертьфинале Вавринка.
На газонах Халле накануне Уимблдонского турнира Федерер победил уже в восьмой раз, взяв в финале реванш за поражение в Открытом чемпионате Австралии у Андреаса Сеппи. Уимблдон 2015 года стал для него 63-м подряд турниром Большого шлема — новый мировой рекорд для обоих полов (предыдущим рекордсменом с 62 турнирами подряд была японка Ай Сугияма). В полуфинальном матче против Энди Маррея швейцарец, по мнению Бьорна Борга, продемонстрировал свою лучшую игру на подаче за последние десять лет, а сам британский теннисист назвал этот матч лучшим, который Федерер сыграл против него за всю историю их встреч. За эту встречу, продлившуюся всего три сета, швейцарец подал навылет 20 раз. В финале, однако, его снова остановил Новак Джокович, победивший в четырёх сетах.

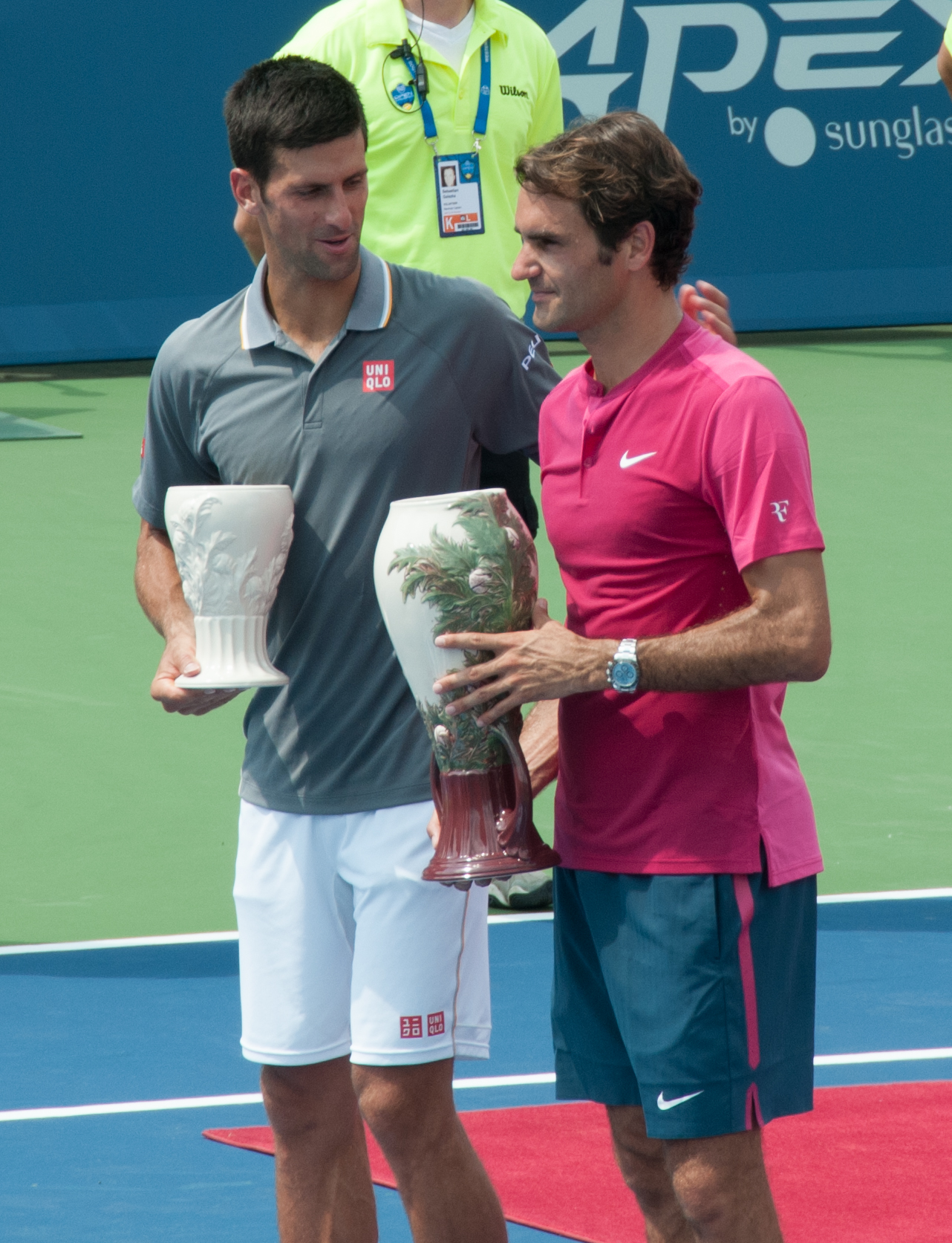
Джокович и Федерер. Церемония награждения, Цинциннати, 2015 год

В Америке швейцарец успешно сыграл в Цинциннати, где в полуфинале победил вторую ракетку мира Маррея, а в финале Джоковича, не отдав соперникам ни одного сета. Он развил успех в Нью-Йорке, подойдя к финалу с 28 выигранными подряд сетами — третья по продолжительности серия за всю карьеру. За шесть матчей Открытого чемпионата США Федерер проиграл всего 52 гейма — столько же, сколько в первых шести кругах победного Уимблдона 2006 года. В финале, однако, он не смог справиться с Джоковичем, снова одержавшим победу в четырёх сетах и выигравшим свой десятый турнир Большого шлема. Осенью в Базеле Федерер завоевал седьмой титул в Swiss Indoors. В финале он победил Надаля, прервав серию из пяти поражений подряд против этого соперника (перед матчем общий счёт их встреч был 23-10 в пользу испанца). В сентябре состоялся последний матч Фелерера в составе сборной Швейцарии в Кубке Дэвиса: во встрече плей-офф он проиграл в паре с Кьюдинелли, но принёс команде очки в обеих играх в одиночном разряде.
В итоговом турнире ATP Роджер выиграл все матчи на групповом этапе, обыграв Бердыха, Нисикори и Джоковича, а в полуфинале победил Вавринку. В финале он во второй раз за турнир сыграл с сербским чемпионом, однако в этот раз уступил со счётом 3:6, 4:6. По итогам сезона швейцарец занял 3-е место в рейтинге, за год сыграв в 11 финалах, из которых шесть выиграл, а в остальных пяти проиграл одному и тому же сопернику — Джоковичу. В декабре было объявлено, что тренерскую команду Федерера покидает Эдберг, а вместо него со швейцарцем будет работать Иван Любичич. Это был первый тренер Федерера, ранее игравший против него в профессиональном туре (швейцарец выиграл 13 из 16 встреч между ними).

#### 2016 год
Федерер начал 2016 год с выхода в финал в Брисбене, где уступил Милошу Раоничу (как впоследствии оказалось, это был его лучший результат за весь сезон). По ходу Открытого чемпионата Австралии одержал свою 300-ю победу в турнирах Большого шлема, обыграв в 3-м круге Григора Димитрова, и дошёл до полуфинала, где был остановлен Джоковичем.
Уже после поражения, купая детей в мельбурнском отеле, Федерер травмировал колено, что стало причиной первой в его спортивной карьере операции. Восстановление после операции заняло два месяца; кроме того, швейцарец снялся с турнира Мастерс в Майами из-за гастроэнтерита и с соревнования в Мадриде из-за болей в спине. Он принял участие в турнирах в Монте-Карло и Риме, но в обоих случаях не добился успехов и объявил, что больная спина не позволит ему выступить в Открытом чемпионате Франции. Это решение оборвало рекордную серию из 65 сыгранных подряд турниров Большого шлема (с тех пор рекорд был побит Фелисиано Лопесом).
За травяной сезон швейцарец принял участие в трёх турнирах, в четвертьфинале в Штутгарте одержав 1072-ю победу за профессиональную карьеру и выйдя по этому показателю на чистое второе место в истории после Коннорса. В этом турнире он проиграл в полуфинале Доминику Тиму, а через неделю на том же этапе уступил в Халле 19-летнему хозяину корта Александру Звереву. На Уимблдонском турнире в четвертьфинале против Марина Чилича победил, проигрывая 0:2 по сетам и отыграв по ходу встречи три матчбола. Эта победа позволила швейцарцу повторить сразу несколько текущих рекордов — по количеству выигранных матчей и участий в полуфиналах Уимблдонского турнира (соответственно 84 и 11, оба принадлежали Коннорсу) и по количеству матчей, выигранных со счёта 0:2 по сетам, с начала Открытой эры (10, сравнялся с Борисом Беккером и Аароном Крикстейном). В борьбе за выход в финал швейцарский теннисист, однако, проиграл Раоничу. Биограф Кристофер Клэри называет самым запоминающимся моментом полуфинала неловкое падение Федерера в пятом сете в попытке достать обводящий удар канадца — для «теннисного Барышникова» это было в высшей степени необычно и свидетельствовало о плохой форме. Этот турнир стал для швейцарца последним в сезоне, и остаток года он посвятил отдыху и восстановлению физической формы. Впервые с 2000 года Федерер не завоевал ни одного титула за сезон, а в ноябре, спустившись в рейтинге на 16-е место, выбыл из первой десятки в первый раз за 734 недели (более чем 14 лет).

### Второй пик карьеры

#### 2017 год
В условиях резкого спада формы у Джоковича и Маррея сезон 2017 года стал лучшим в карьере Федерера за последние 10 лет. На Открытом чемпионате Австралии среди побеждённых им были посеянные под 10-м и 5-м номерами Томаш Бердых и Кэй Нисикори, а также Вавринка, а в финале он в пяти сетах обыграл Надаля. Это была его первая победа над испанцем в турнире Большого шлема с Уимблдонского финала 2007 года. Кроме того, в 35 лет Федерер стал самым возрастным чемпионом турнира Большого шлема с 1972 года, когда титул, также в Австралии, завоевал 37-летний Кен Розуолл. Швейцарец также первым в мире по пять или больше раз выиграл три из четырёх турниров Большого шлема. Включая Надаля, он по пути к титулу победил четырёх соперников из первой десятки рейтинга — в последний раз перед этим аналогичный результат показал Матс Виландер в Открытом чемпионате Франции 1982 года.
После этого Федерер выиграл оба весенних турнира Мастерс в США — в Индиан-Уэллсе и Майами, победив Надаля в 4-м круге первого и в финале второго. Впервые с 2006 года ему удалось за один сезон победить в Индиан-Уэллсе и Майами. После этого Федерер пропустил всю грунтовую часть сезона, включая Открытый чемпионат Франции, сосредоточившись на подготовке к Уимблдону. Первый матч после возвращения он проиграл на травяных кортах Штутгарта Томми Хаасу, занимавшему в рейтинге 302-е место, но затем сумел уже в девятый раз выиграть турнир в Халле, в финале одержав победу над Александром Зверевым. На Уимблдонском турнире Федерер во второй раз за карьеру не проиграл ни одного сета в турнире Большого шлема (в финале отдав Чиличу всего 8 геймов). Он стал вторым игроком за Открытую эру, сделавшим это на Уимблдоне (после Борга, добившегося такого результата в 1976 году), и самым возрастным игроком, победившим на кортах Всеанглийского клуба за Открытую эру, опередив Артура Эша, завоевавшего титул в 31 год. В восьмой раз выиграв этот турнир, он вышел в единоличные лидеры по победам на Уимблдоне, опередив Сампраса и звезду 1880-х годов Уильяма Реншоу.
Перед Открытым чемпионатом США Федерер сыграл только на турнире Мастерс в Монреале, где в финале уступил Александру Звереву. В общей сложности в Халле, на Уимблдоне и в Монреале швейцарец выиграл 32 сета подряд, установив новый личный рекорд. После этого, однако, как пишет Марк Ходжкинсон, у Федерера возобновились проблемы со спиной, заставившие его сняться с турнира в Цинциннати. К началу Открытого чемпионата США швейцарцу не удалось оправиться полностью. Ему понадобилось по пять сетов, чтобы выиграть матчи в двух первых раундах, а в четвертьфинале он в четырёх сетах уступил дель Потро, потерпев первое поражение в турнирах Большого шлема более чем за год. После этого Федерер успешно сыграл за сборную Европы в основанном им выставочном командном матче, известном как Кубок Лейвера (в частности победив в паре с Надалем американцев Сэма Куэрри и Джека Сока), а затем выиграл турнир Мастерс в Шанхае, в финале одержав пятую подряд — с осени 2015 года — победу над Надалем и отобрав у Андре Агасси звание самого возрастного чемпиона турнира Мастерс в истории.
В Базеле Федерер завоевал седьмой титул за сезон и 95-й за карьеру, выйдя на второе место по этому показателю за историю Открытой эры после Джимми Коннорса — победителя 109 турниров. Начав сезон на 17-м месте в рейтинге, он поднялся до 2-го, но, отказавшись от участия в турнире Мастерс в Париже, досрочно уступил Надалю 1-е место по итогам сезона. В итоговом турнире года, где швейцарец играл в рекордный 15-й раз, он победил во всех трёх матчах в группе, однако в полуфинале потерпел поражение от Давида Гоффена, которого до этого обыгрывал во всех их шести встречах. В общей сложности за сезон швейцарец выиграл 52 матча при всего пяти поражениях, завоевал семь титулов — самый высокий результат с 2007 года — и заработал 13,1 млн долларов призовых, больше, чем когда-либо за карьеру. Даже несмотря на пропуск одного турнира Большого шлема и пяти из девяти турниров Мастерс, он завершил год лишь в тысяче с небольшим очков позади Надаля и с почти вдвое лучшей суммой, чем у занимавшего третье место в рейтинге Григора Димитрова. После победы в Базеле он обошёл Новака Джоковича, не выступавшего с июля из-за травмы, по общей сумме призовых за карьеру (109,854 млн долларов против 109,805 миллиона у серба). Тренер Федерера Северин Люти был признан тренером года в Швейцарии.

#### 2018 год

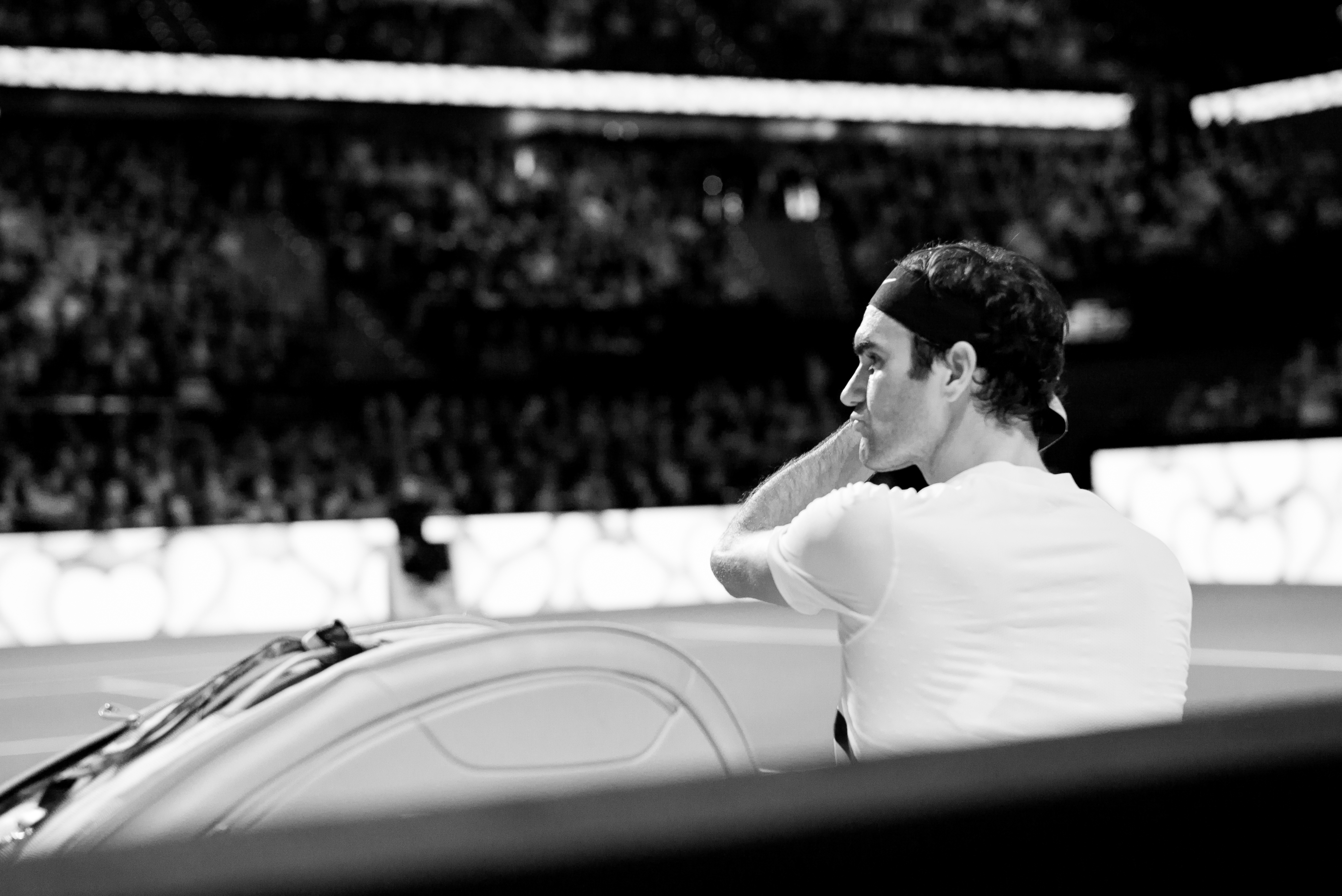
На турнире в Роттердаме, 2018 год

2018 год начался для Федерера с победы в Кубке Хопмана в паре с Белиндой Бенчич — второй титул на этом турнире для него и третий для сборной Швейцарии. В Открытом чемпионате Австралии он завоевал свой 20-й титул в 30 финалах турниров Большого шлема, до финала не потеряв ни одного сета, а в решающем матче победив в пяти сетах Марина Чилича. Выиграв в феврале турнир в Роттердаме, швейцарец на 6 недель вернул себе звание первой ракетки мира, став старейшим в истории игроком на первой позиции в рейтинге. Попутно он установил ещё два рекорда — по количеству лет между первым и последним выходами на первое место (14) и длительности перерыва между потерей первой позиции и возвращением на неё (5 лет и 106 дней). Продолжил победную серию в Индиан-Уэллсе, доведя её до 17 матчей с начала сезона (лучший показатель в карьере), прежде чем проиграть в финале дель Потро. После этого, однако, швейцарец проиграл во втором раунде в Майами 175-й ракетке мира Танаси Коккинакису. Австралиец стал игроком с самым низким местом в рейтинге, сумевшим обыграть первую ракетку мира, с 2003 года.
Как и год назад, Федерер пропустил грунтовую часть сезона, включая Открытый чемпионат Франции. Несмотря на это, он на неделю вернулся на первое место в рейтинге 14 мая, а затем — также на неделю — 18 июня. Последнее возвращение на первую позицию он обеспечил себе выходом в полуфинал в Штутгарте — в первом турнире травяного сезона, который в итоге и выиграл, победив в финале Раонича. В Халле швейцарец уже в 12-й раз за карьеру добрался до финала, отыграв в полуфинале два матчбола у Бенуа Пера, но в решающем матче его остановил хорват Борна Чорич. На Уимблдонском турнире Федерер в первых четырёх раундах не отдал соперникам ни одного сета, однако в четвертьфинале проиграл южноафриканцу Кевину Андерсону, не реализовав по ходу встречи матчбол.
На турнире в Цинциннати Федерер по пути в финал не проиграл ни одного гейма на своей подаче. Серию из ста выигранных геймов подряд прервал лишь в финале турнира Джокович, трижды взявший подачи швейцарца. Проиграв в Открытом чемпионате США уже в 4-м круге, а в Шанхае в полуфинале, Федерер затем в девятый раз стал чемпионом Swiss Open в своём 14-м финале на этом турнире. В Итоговом турнире ATP швейцарец вышел в полуфинал, но там уступил будущему чемпиону Звереву.

#### 2019 год
На старте сезона 2019 года Федерер и Бенчич во второй раз подряд завоевали для Швейцарии Кубок Хопмана. Это был первый случай в истории турнира, когда одна и та же команда выигрывала титул дважды подряд, а третий титул Федерера стал рекордным для Кубка Хопмана. После этого он в 20-й раз подряд дошёл на Открытом чемпионате Австралии до третьего круга или дальше, в четвёртом раунде уступив представляющему Грецию Стефаносу Циципасу. Взяв реванш у грека в финале теннисного чемпионата Дубая, Федерер завоевал восьмой титул на этом турнире и сотый в общей сложности за карьеру. В Индиан-Уэллсе швейцарец дошёл до финала, не потеряв ни одного сета, но решающий матч проиграл Доминику Тиму. Вслед за этим он выиграл турнир Мастерс в Майами — уже 28-й за карьеру в этой категории. Победа над Кевином Андерсоном в четвертьфинале стала для швейцарца 1200-й с начала выступлений.

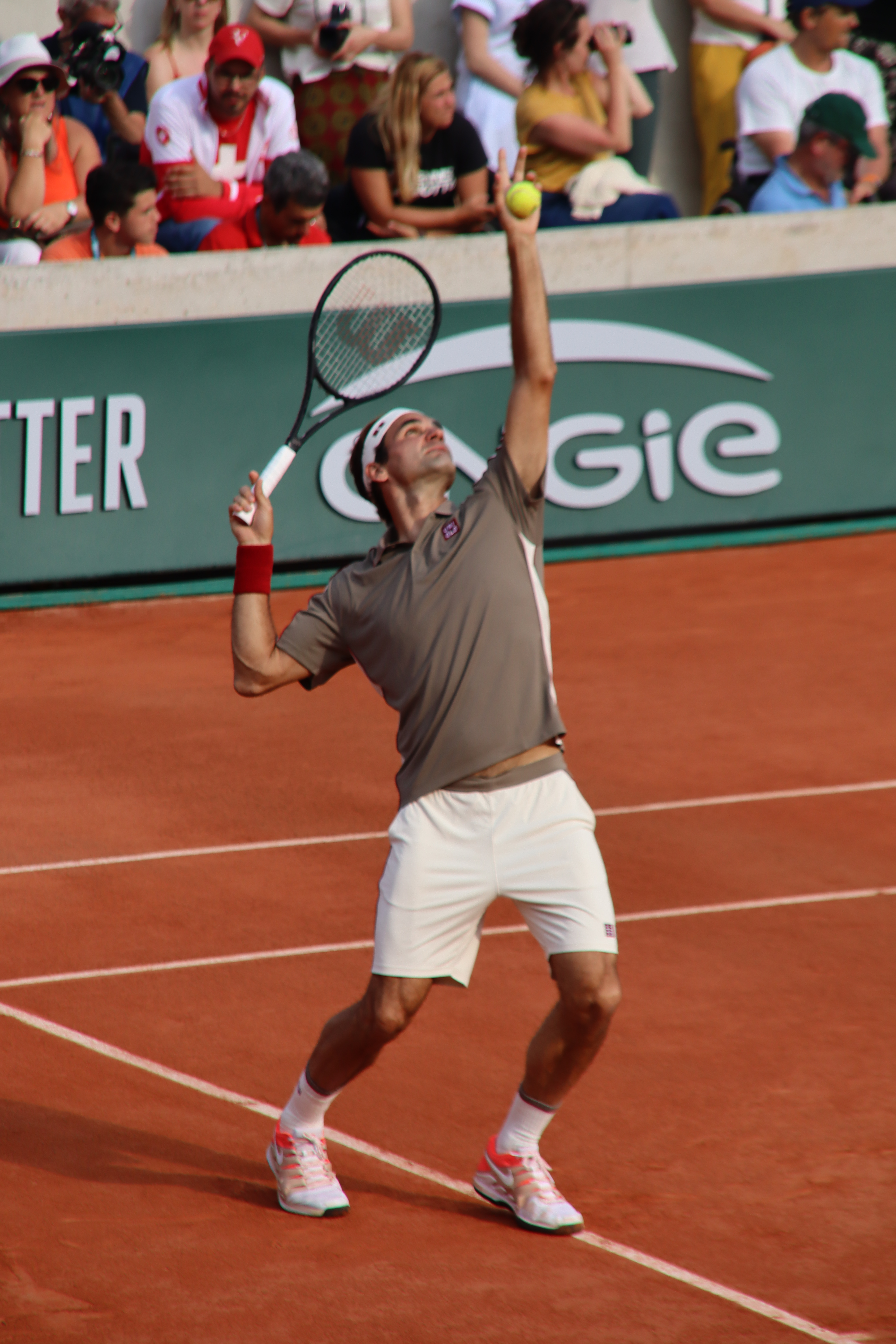
Ролан Гаррос 2019 года

В отличие от предыдущих лет, Федерер принял участие в грунтовой части сезона в Европе. В 4-м круге в Мадриде он отыграл два матчбола у Гаэля Монфиса, но в четвертьфинале против Тима уже сам не реализовал возможность выиграть матч. В третьем круге Открытого чемпионата Италии швейцарец снова отыграл два матчбола — теперь против Чорича, но при этом травмировал правую ногу и не вышел на четвертьфинальный матч с Циципасом. На Открытом чемпионате Франции, где Федерер играл впервые с 2015 года, он в восьмой раз вышел в полуфинал, где уступил Надалю. Победа испанца, одержанная в трёх сетах, стала для него 14-й в 16 встречах с Федерером на грунтовых кортах.
Вернувшись после «Ролан Гаррос» на травяные газоны, Федерер в десятый раз выиграл турнир в Халле, нанеся в финале поражение Гоффену. По ходу Уимблдонского турнира он стал первым в истории мужчиной, выигравшим 100 матчей в одном турнире Большого шлема. Сотая победа была одержана в четвертьфинале над Нисикори. В полуфинале Федерер впервые с 2008 года играл на Уимблдоне против Надаля. Выиграв первый сет на тай-брейке, швейцарец проиграл 20 из 23 последних розыгрышей мяча во втором, но затем снова повёл в счёте и в итоге победил, реализовав свой пятый матчбол за игру — 7:6(3), 1:6, 6:3, 6:4. В финале против Джоковича Федерер демонстрировал нестабильную игру, чередуя блестящие розыгрыши (почти по всем статистическим показателям он превзошёл соперника) с неоправданными ошибками. В пятом сете матча он взял подачу Джоковича при счёте 7:7, но не реализовал двойной матчбол на своей и дал сопернику сравнять счёт. Затем он дважды получал брейк-пойнт на подаче серба при счёте 11:11, но и этими возможностями не сумел воспользоваться. В итоге впервые в истории Уимблдонского турнира был сыгран тай-брейк при счёте 12:12 по геймам, и в нём сильнее оказался Джокович, выигравший 7 мячей против 3 у Федерера. Этот финал продолжался 4 часа и 55 минут и побил рекорд продолжительности, установленный в 2008 году Федерером и Надалем.
Рано выбыв из борьбы в Цинциннати, Федерер дошёл до четвертьфинала Открытого чемпионата США, но там неожиданно проиграл Григору Димитрову, до этого не добивавшемуся успехов в сезоне и опустившемуся к моменту их встречи до 78-го места в рейтинге. Эта победа стала для болгарина первой за 8 встреч с Федерером. После Открытого чемпионата США швейцарец снова принял участие в Кубке Лейвера, выиграв обе свои встречи (общий баланс побед и поражений за три года 6:0). Затем он в десятый раз за карьеру выиграл турнир в Базеле, победив в финале Алекса де Минора. Федерер, которому уже исполнилось 38 лет, стал старейшим в истории тура ATP победителем турнира после Розуолла, который победил в Гонконге в 43 года. В финальном турнире года швейцарец нанёс на групповом этапе поражение Джоковичу, но в своём 16-м за карьеру полуфинале проиграл Циципасу — будущему чемпиону.

### Завершение игровой карьеры

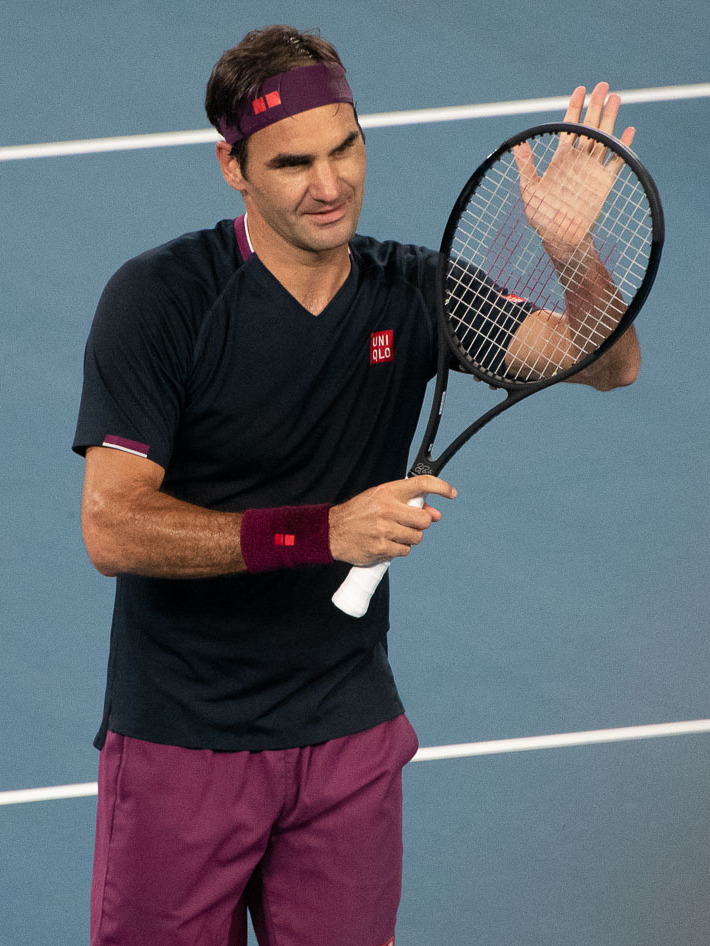
Открытый чемпионат Австралии 2020 года

В январе 2020 года Федерер выиграл свой сотый матч на Открытом чемпионате Австралии, победив в 3-м круге местного игрока Джона Миллмана. В четвертьфинале ему удалось отыграть семь матчболов за матч против Тенниса Сандгрена — повтор личного рекорда, установленного в 2003 году. В следующем круге швейцарец в 50-й раз за карьеру встретился с Джоковичем, и в этой игре серб вышел победителем. В феврале швейцарец сыграл показательный матч против Надаля в Кейптауне на стадионе вместимостью 55 тысяч зрителей (частью программы был также матч пар с участием Тревора Ноа и Билла Гейтса). Хотя ЮАР была родиной его матери, это было первое выступление Федерера в этой стране.
После этого Федерер в сезоне 2020 года не выступал: травма правого колена заставила его перенести две операции, а сам сезон был укорочен из-за пандемии COVID-19. В июне Федерер сообщил, что в 2020 году на корт уже не вернётся.
Швейцарец пропустил также Открытый чемпионат Австралии 2021 года и возобновил выступления только в марте в Дохе. Выиграв там один матч и проиграв в следующем, он опять взял долгую паузу. Грунтовый сезон швейцарец ограничил двумя турнирами — в Женеве и на «Ролан Гаррос». Если у себя на родине он проиграл в первом же раунде, то в Париже победил в первых трёх матчах, но после игры с Домиником Кёпфером, продолжавшейся три с половиной часа, снялся с соревнования, чтобы поберечь прооперированную ногу перед Уимблдоном.
Начав травяной сезон, как обычно, в Халле, Федерер проиграл во втором раунде Феликсу Оже-Альяссиму, впервые за годы выступлений в этом турнире не попав хотя бы в четвертьфинал. На Уимблдонском турнире швейцарец был посеян под шестым номером и едва не выбыл уже в первом круге, уступая Адриану Маннарино 1-2 по сетам. Однако Федерер выиграл четвёртую партию, а в пятой Маннарино отказался от игры. В третьем круге швейцарец обыграл 29-го сеянного Кэмерона Норри в четырёх сетах. Это была 1250-я победа Федерера на уровне ATP в одиночном разряде. В 4-м круге 5 июля он победил Лоренцо Сонего со счётом 7:5, 6:4, 6:2. Как оказалась, это была 1251-я и последняя победа Федерера на уровне ATP. Он 18-й раз в карьере вышел в 1/4 финала Уимблдона (первый раз это удалось ему в 2001 году). В четвертьфинале Федерер проиграл поляку Хуберту Хуркачу со счётом 3:6, 6:7(4), 0:6. Швейцарец впервые с 2002 года проиграл матч на Уимблдоне в трёх сетах, а также всего второй раз в XXI веке не смог взять ни одного гейма в сете. После Уимблдона Федерер объявил, что пропускает Олимпийские игры из-за травмы колена. В августе было сообщено, что ему предстоит третья операция правого колена, из-за чего он не сможет участвовать в соревнованиях на протяжении нескольких месяцев. В ноябре в интервью теннисист уточнил, что возобновит тренировки не раньше апреля следующего года и, весьма вероятно, пропустит очередной Уимблдонский турнир.
Несмотря на то, что швейцарец почти не играл ни в 2020 году, ни в начале следующего сезона, на его положении в рейтинге это долгое время почти не сказывалось: из-за пандемии COVID-19 Ассоциация теннисистов-профессионалов решила сохранить за игроками рейтинговые очки, набранные до вынужденного перерыва в сезоне. Это вызвало нарекания со стороны других игроков, в частности, Александра Зверева, несмотря на удачные выступления лишённого возможности обойти Федерера в рейтинге. Однако после того, как швейцарец пропустил целый год после Уимблдонского турнире 2021 года, у него не осталось рейтинговых очков и он впервые с начала карьеры выбыл из рейтинга. Летом 2022 года появилась информация, что Федерер выйдет на корт в рамках Кубка Лейвера в сентябре и на турнире в Базеле в октябре. Однако 15 сентября спортсмен объявил, что Кубок Лейвера станет последним соревнованием в его карьере. Последний в карьере матч Федерер провёл в рамках Кубка Лейвера в паре с Надалем, уступив в супертай-брейке американцам Джеку Соку и Фрэнсису Тиафо.

## Стиль и оценки игры
Биограф Федерера Рене Штауффер пишет, что уже в 15 лет тот боролся не с соперником, а исключительно с мячом, который он одновременно любил и ненавидел. Целью молодого швейцарца было играть в теннис идеально. Побочным эффектом такого отношения к игре стало отсутствие враждебности к соперникам, отличавшей, среди прочих, Джимми Коннорса. В 2009 году, при съёмках вместе с Тайгером Вудсом в рекламном ролике спортивной одежды, теннисист взял себе фразу «Я люблю побеждать», оставив Вудсу текст «Я ненавижу проигрывать» — по его собственным словам, первая фраза лучше подходит к его позитивному, оптимистичному отношению к игре. Федерер очень ответственно относится к участию в соревнованиях: он ни разу за карьеру, включающую свыше 1500 матчей в одиночном и более 200 в парном разряде, не отказывался продолжать игру после начала матча и крайне редко (по состоянию на 2018 год — три раза за карьеру) прерывал участие в турнире после его начала.
Первым теннисным кумиром для Роджера был Борис Беккер, за чьей первой победой на Уимблдоне он наблюдал по телевизору в четыре года. Штауффер пишет, что поражения Беккера от Стефана Эдберга в уимблдонских финалах 1988 и 1990 годов доводили юного Федерера до слёз. К концу карьеры Эдберга в 1990-е годы, однако, именно его игра вдохновляла юного швейцарца больше всего. В 15 лет Роджер называл своим кумиром Пита Сампраса. Марк Ходжкинсон также пишет, что в молодости швейцарец восхищался игрой чилийца Марсело Риоса, и это стало одной из причин его сотрудничества с Петером Лундгреном, ранее тренировавшим Риоса.
Уже в юниорах Федерер отказался от популярного в то время «шведского» стиля игры, предусматривавшего долгие обмены ударами с задней линии и практически гарантировавшего при качественном исполнении успех на грунтовых кортах. Он, напротив, старался закончить розыгрыши мяча как можно скорее, используя выходы к сетке и широкий арсенал отработанных ударов. Когда в 2000 году личным тренером Федерера стал Петер Лундгрен, в полной мере осознавший потенциал своего нового подопечного как «художника» на корте, он поставил перед швейцарцем цель научиться «побеждать некрасиво» даже в ситуациях, когда его любимые удары не удаются. Кроме того, была усилена работа над ударом с лёта, который был у Федерера одним из самых нелюбимых. Одновременно с этим его тренер по физической подготовке Пьер Паганини разработал для своего подопечного систему тренировок, направленную на развитие «интегрированного творчества», создав для него новый комплекс необычных упражнений. Результатом стала более высокая скорость на корте — к 2003 году Федерер мог соревноваться на беговой дорожке с местными спринтерами (как минимум на 30-метровой дистанции). Он также мог приседать с грузом в 150 кг. С юности швейцарца также отличал достаточно высокий уровень максимального потребления кислорода — показатель, обеспечивающий большую выносливость и полезный теннисистам, играющим пятисетовые матчи.

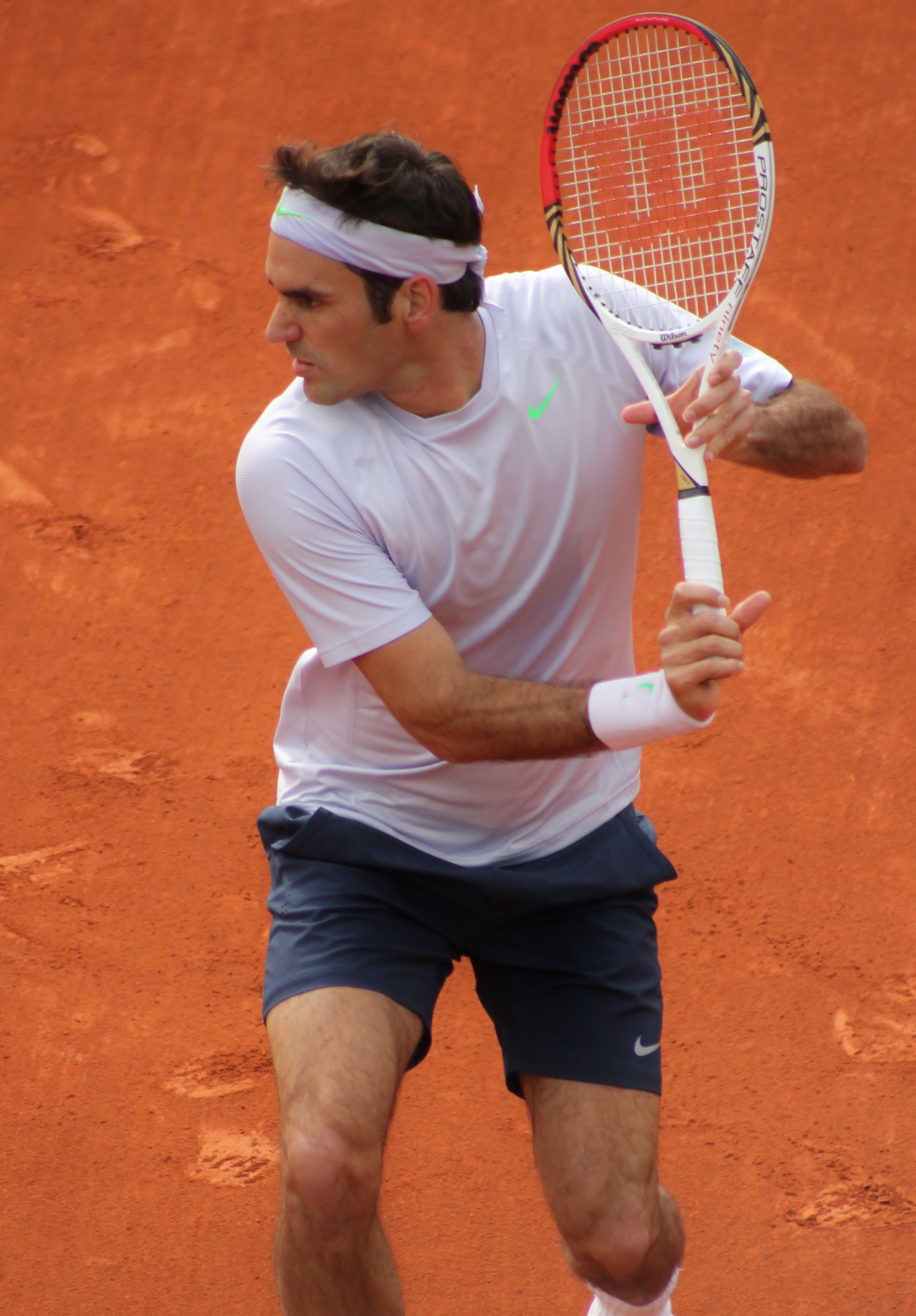
Федерер выполняет бэкхенд

Федерера отличает высокая скорость реакции (Марк Россе сравнивал его с футболистами Зинедином Зиданом и Диего Марадоной, говоря, что на фоне остальных спортсменов их движения выглядят как кадры из «Матрицы»). На пике карьеры он пропускал меньше всех подач навылет и успевал к мячу в любой точке корта. В его распоряжении богатый арсенал ударов, причём он умеет до последнего мгновения не показывать сопернику, в каком направлении и в каком стиле будет бить (видеооператор Джон Янделл насчитал в арсенале Федерера 27 разновидностей форхенда). На раннем этапе карьеры это богатство выбора иногда вредило швейцарцу, выбиравшему самое эффектное, но не самое эффективное решение; со временем, однако, он стал воздерживаться от ненужного риска и игры на публику в пользу спортивного результата. Сам Федерер называет свой стиль игры «новым ретро». Крис Бауэрс пишет, что поскольку его техника ближе к классической, принятой во времена деревянных ракеток, и, в частности, исключает двуручный бэкхенд, она сопряжена с меньшей нагрузкой на организм, и поэтому швейцарец менее подвержен травмам, чем другие современные ведущие теннисисты. Такой стиль игры позволял Федереру долгие годы играть ракеткой с самой маленькой площадью головки в профессиональном туре — 90 квадратных дюймов (580 см²). Только в 2013 году он решил увеличить размеры ракетки примерно на 8 %, но даже это было меньше, чем площадь ракеток других представителей Большой четвёрки. Кристофер Клэри пишет, что предпочтение одноручному бэкхенду перед более популярным двуручным Федерер мог отдать, глядя на игру матери и кумиров детства (Беккера, Эдберга, Сампраса), или перенял её у тренера Питера Картера, чьей манере в целом подражал в юности.

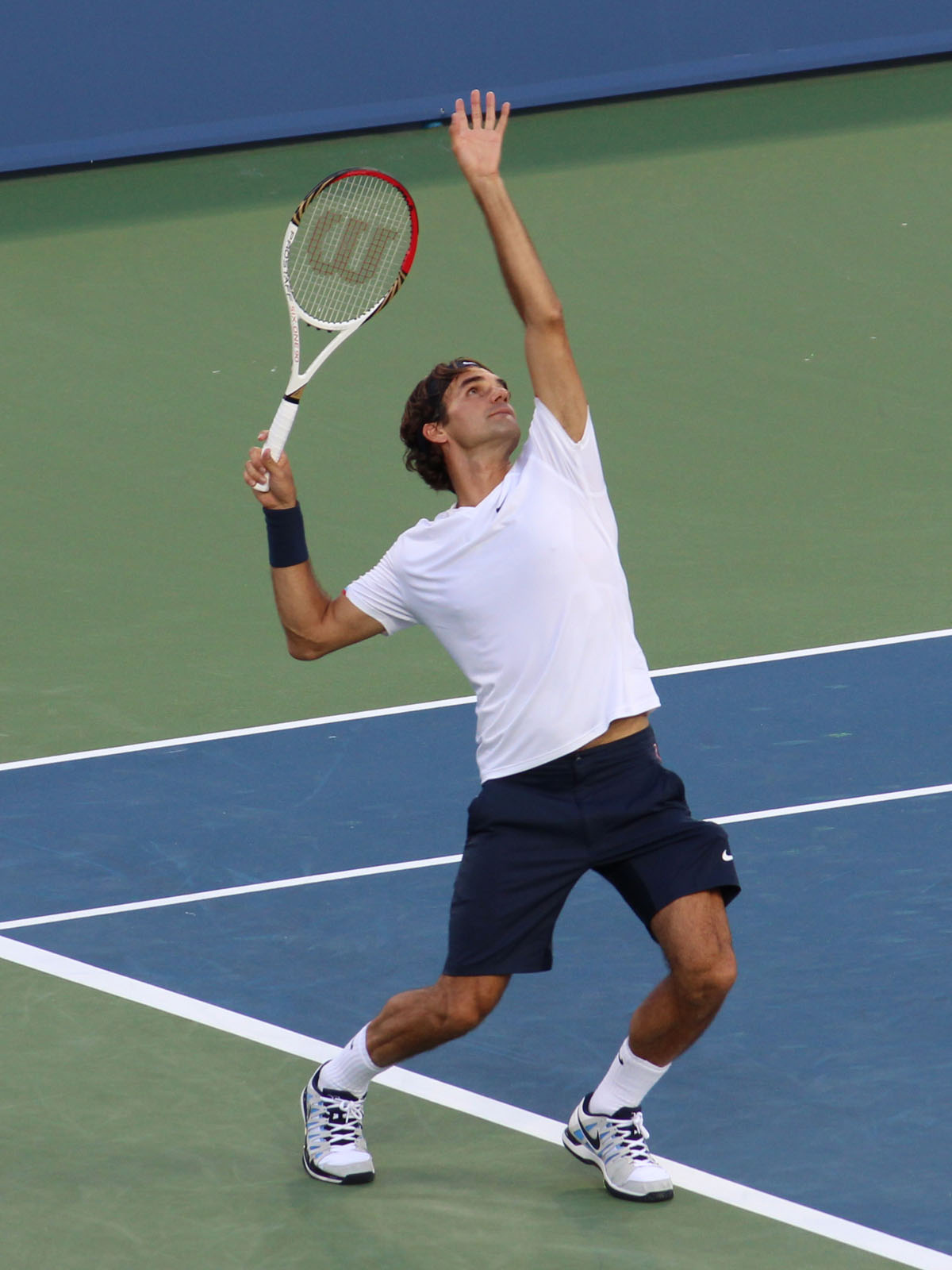
Федерер на подаче

Не обладая такой мощной подачей, как Энди Роддик (максимальная скорость его подачи составила в 2007 году 218 км/ч), Федерер компенсирует этот недостаток умением варьировать её скорость, направление и степень подкрутки мяча, заставая соперников врасплох. Его первая подача проходит с достаточно большой частотой — к 2018 году доля успешных первых подач составляла 62 %, несколько ниже, чем у Надаля и Джоковича, но выше, чем у большинства остальных первых ракеток мира. Федерер чаще подаёт в угол квадрата, чем вдоль центральной линии, и ещё реже — в корпус сопернику. При этом, согласно теннисному аналитику Крейгу О’Шоннесси, основная часть подач в угол приходится на первые две подачи в гейме, а третья подача чаще всего идёт вдоль оси корта. Подачи навылет чаще всего проходят у швейцарского теннисиста вдоль осевой линии в правый квадрат.
В начале карьеры Федерер был горячим поклонником стиля serve-and-volley, который предполагает немедленный выход к сетке после подачи, но уже в начале 2000-х годов частота его выходов к сетке стала снижаться и с 2006 по 2012 год даже на Уимблдоне была ниже 10 %, впоследствии, в годы работы с Эдбергом, снова слегка увеличившись. Федерер — мастер укороченных и сильно закрученных ударов (в совершенстве владея первыми, он начал активно их использовать только после серии поражений от Надаля, традиционно играющего с задней линии). Его топспин обманчиво лёгок и незаметен, в отличие от большинства игроков, включая Надаля, у которых прилагаемое усилие, включая замах, хорошо видны. После первой операции ноги швейцарец снова изменил стиль игры, освоив новый удар с низкого отскока, который сам называл «внезапная атака Федерера», а также внёс коррективы в удар закрытой ракеткой, сделав его более атакующим. В это время его резаный бэкхенд закручивал мячи сильнее, чем удары любого другого игрока в мире, включая форхенды самого Федерера и Надаля.
В первые годы карьеры Федерер часто срывался и скандалил во время игры. Это изменилось коренным образом по ходу грунтового сезона 2001 года. Согласно Марку Ходжкинсону, перелом произошёл после Открытого чемпионата Италии, когда швейцарец, просматривая новости после своего поражения во втором раунде, был шокирован тем, что комментаторы сосредоточились не на его игре, а на скандальном поведении и нескольких сломанных ракетках. Крис Бауэрс называет ключевым моментом поражение Федерера в первом круге Открытого чемпионата США, когда теннисист устыдился выплеска отрицательных эмоций после окончания игры. В зрелом возрасте его отличает джентльменское поведение как на корте, так и за его пределами, он остаётся дружелюбным и вежливым даже в тяжёлых обстоятельствах. К 2014 году Федерер был 10 раз удостоен награды ATP имени Стефана Эдберга за спортивное поведение и честную игру. По словам Джона Макинроя и Матса Виландера, это дружелюбие создаёт проблемы для соперников на корте, которые не могут рассердиться или возненавидеть противостоящего им швейцарца, чтобы полностью выложиться ради победы над ним. Федерер не стесняется выглядеть эмоциональным и плакать на людях. В то же время при необходимости он может проявить холодное упорство и настоять на непопулярном решении — это в частности проявилось в эпизоде с увольнением Якоба Хласека с поста капитана сборной Швейцарии.
Об универсальности игры и классическом стиле швейцарца с похвалой отзывался уже в 2003 году Борис Беккер, противопоставляя его соперникам, умеющим только мощно подавать мяч. На следующий год Тим Хенмен говорил, что, чтобы бороться со швейцарцем на равных, нужно объединить подачу Роддика, возврат мяча Агасси, подвижность Хьюитта и его собственную игру с лёта. Род Лейвер, двукратный обладатель Большого шлема, в том же году заявил, что для него является честью сам факт сравнения с Федерером. В 2005 году, когда Федерер довёл число побед в турнирах Большого шлема до шести, Андре Агасси аттестовал его как лучшего игрока, с которым ему когда-либо приходилось играть, отдав швейцарцу предпочтение перед Сампрасом.
После того, как Федерер на пике карьеры завершил завоевание карьерного Большого шлема и сменил Пита Сампраса в качестве обладателя наибольшего количества титулов на турнире Большого шлема, а затем и рекордсмена по времени пребывания в ранге первой ракетки мира, многие теннисные обозреватели сходились во мнении, что он является величайшим теннисистом всех времён (англ. Greatest of All Time, GOAT). В пользу этой точки зрения говорит также рекордная по продолжительности серия участия в полуфиналах турниров Большого шлема — от Уимблдона 2004 до Открытого чемпионата Австралии 2010 года. Оппоненты указывали на то, что швейцарцу не удалось доказать своё превосходство над Надалем и что вернуть себе звание первой ракетки мира в 2009 году он смог только благодаря травме соперника. Само многолетнее соперничество Федерера и Надаля ряд авторов называет величайшим в истории тенниса, ставя его выше противостояний Макинрой-Борг и Сампрас-Агасси. Федерер был поставлен на первое место среди величайших игроков в истории в голосовании теннисных экспертов и историков, которое в 2012 году провёл Tennis Channel Среди других первых ракеток мира, называвших его лучшим игроком в истории, были Джон Макинрой, ранее отводивший эту роль Роду Лейверу, Пит Сампрас, Стефан Эдберг и Энди Маррей. Федерер — многократный обладатель награды Laureus, присуждаемой лучшему спортсмену года вне зависимости от вида спорта, и теннисист Джеймс Блейк утверждает, что даже в сравнении с Тайгером Вудсом и Майклом Джорданом у швейцарца наиболее реальные основания считаться лучшим спортсменом своего поколения. Признаком его высокого авторитета служит прозвище «Бэби Федерер», которое давали ряду перспективных молодых теннисистов (в числе которых были Ришар Гаске и Григор Димитров).
Наряду с высокими оценками специалистов, Федерер пользуется поддержкой и любовью более многочисленных болельщиков, чем любой другой игрок в его время или предшествующие годы. Вещественным выражением этой любви стали красные конверты, полные записок с пожеланиями успеха, которые фанаты вручают ему перед каждым турниром. В опросе болельщиков, который провела «Би-би-си» после Уимблдонского турнира 2021 года, Федерера назвали величайшим теннисистом всех времён 56 % респондентов (37 % проголосовали за Джоковича, 7 % за Надаля). Интерес к игре Федерера в Базеле столь велик, что в 2009 году теннисный турнир в этом городе удвоил призовой фонд, перейдя из разряда ATP 250 в ATP 500.

## Достижения
- 20-кратный победитель турниров Большого шлема в мужском одиночном разряде, обладатель карьерного Большого шлема. По пять раз подряд выигрывал Уимблдонский турнир (2003—2007) и Открытый чемпионат США (2004—2008). Сыграл в 10 финалах турниров Большого шлема подряд с 2005 по 2007 год, в 23 полуфиналах подряд с 2004 по 2010 год и в 36 четвертьфиналах подряд с 2004 по 2013 год[8]. Участвовал в семи финалах Уимблдона подряд (2003—2009)[299], шести финалах Открытого чемпионата США подряд (2004—2009)[300] и четырёх финалах Открытого чемпионата Франции подряд (2006—2009)[301]. Рекордсмен Уимблдонского турнира по числу титулов (8)[302]. Второй по возрасту игрок, побеждавший в турнире Большого шлема в мужском одиночном разряде (36 лет и 173 дня, уступает только Кену Розуоллу)[303].
- Обладатель Кубка Дэвиса (2014) в составе сборной Швейцарии[8].
- 3-кратный обладатель Кубка Хопмана (2001, 2018, 2019) в составе сборной Швейцарии[236].
- 6-кратный победитель и 10-кратный финалист Итогового турнира ATP в одиночном разряде, участник рекордного числа таких турниров (17)[8].
- Чемпион Олимпийских игр в мужском парном разряде (2008), серебряный призёр в мужском одиночном разряде (2012)[8].
- Первая ракетка мира согласно рейтингу ATP на протяжении 310 недель[304], рекордсмен по этому показателю до марта 2021 года[305]. Федерер остаётся рекордсменом по количеству недель, проведённых в ранге первой ракетки мира подряд (237)[8]. 5 раз заканчивал год в ранге первой ракетки мира. Оставался старейшим теннисистом, занимавшим первое место в рейтинге ATP, с 18 июня 2018[304] по 7 апреля 2024 года, когда этот рекорд побил Новак Джокович[306].
- Обладатель второго места в истории по числу выигранных матчей и турниров ATP в одиночном разряде (1242 и 103, по обоим показателям уступает только Джимми Коннорсу)[8]. Рекордсмен по количеству выигранных подряд финалов (24)[307]. В общей сложности выиграл 31 разный турнир в 19 странах, в том числе по 10 раз — турниры ATP в Халле и Базеле. Обладатель 28 титулов на турнирах серии ATP Мастерс 1000[304].
- Всего пять раз за профессиональную карьеру проигрывал сет со счётом 0:6, причём не в первый год карьеры — только дважды: в финале Открытого чемпионата Франции 2008 года против Рафаэля Надаля и в четвертьфинале Уимблдонского турнира 2021 года против Хуберта Хуркача[308]. Остальные три раза проиграл с таким счётом в 1999 году — в матчах с Винсентом Спейди, Патриком Рафтером и Байроном Блэком[151].

### Награды и звания
- 5-кратный обладатель награды ATP в номинации «Игрок года» (2004—2007, 2009), обладатель награды в номинации «Возвращение года» (2017), 13-кратный обладатель награды имени Стефана Эдберга «За спортивное поведение и честную игру», 2-кратный обладатель награды имени Артура Эша «За человечность и благотворительность» (2006, 2013)[309].
- 19-кратный теннисист года ATP по итогам голосования болельщиков (2003—2021)[309].
- 5-кратный лауреат премии Laureus World Sports Awards в номинации «Спортсмен года» (2005—2008, 2018)[310]. В 2018 году удостоен этой премии также в номинации «Возвращение года». С шестью наградами в общей сложности является рекордсменом среди всех лауреатов премии[311].
- 4 раза признан «чемпионом чемпионов» газетой L'Equipe (2005—2007, 2017)[312].
- 4 раза признан зарубежным спортсменом года BBC (2004, 2006, 2007, 2017). Рекордсмен среди обладателей этого звания по количеству побед[313].

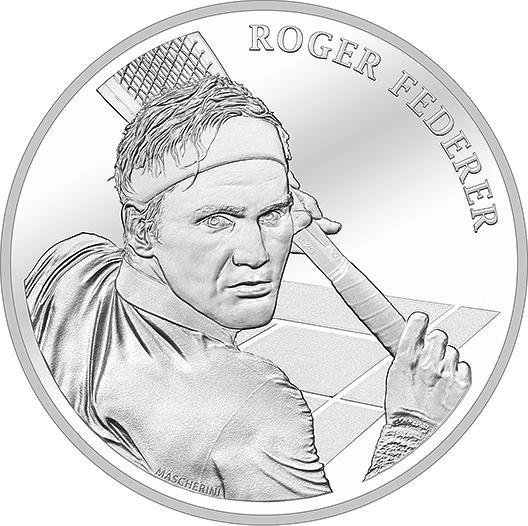
Памятная монета в 20 франков (Швейцария)

- 7 раз признавался спортсменом года в Швейцарии. В 2020 году признан лучшим спортсменом Швейцарии за 70 лет[314]. В 2003 и 2017 годах признавался «швейцарцем года»[8].
- В 2007 году почта Швейцарии выпустила марку достоинством в 1 франк с изображением Федерера[315], а два года спустя он появился и на почтовой марке Австрии[316]. В конце 2019 года Швейцария выпустила серебряную 20-франковую памятную монету с изображением Федерера. Это стало первым случаем, когда монетный двор Швейцарии отчеканил памятную монету в честь ещё живущего человека. Монетный двор также объявил, что в следующем году выпустит золотую 50-франковую монету с изображением Федерера, отличающуюся от серебряной по дизайну[317].
- В мае 2012 года одна из улиц немецкого города Халле переименована в аллею Роджера Федерера[318]. В 2016 году аллея Роджера Федерера появилась также в Биле; номер 1 на этой улице получил комплекс Национального теннисного центра[319].
- В 2017 году стал почётным доктором Базельского университета[8], в 2024 году — почётным доктором Дартмутского колледжа (США)[320].
- В 2024 году в честь теннисиста был назван новый вид перепончатокрылых насекомых Troporhogas rogerfedereri[321].

## За пределами корта
Уже к 17 годам рекламные контракты с Федерером заключили компании Nike и Wilson — первая снабжала швейцарского вундеркинда спортивной формой и обувью, а вторая ракетками. В 20 лет он подписал контракт с производителем часов Rolex, затем, в 2004 году, со швейцарской компанией Maurice Lacroix, а через два года — снова с «Ролексом». Другие компании, с которыми у него были заключены рекламные контракты, включают швейцарского производителя молокопродуктов Emmi, бернскую финансовую корпорацию Atag Asset Management и Swiss International Air Lines. В 2006 году контракт с Wilson стал пожизненным. В 2007 году швейцарец вместе с Тайгером Вудсом и Тьерри Анри стал лицом нового бренда Champions компании Gillette. В целом, однако, его заработки оставались достаточно скромными для лидера в своём виде спорта: в 2005 году, уже будучи первой ракеткой мира и зарабатывая около 14 миллионов в год, он не попал в список наиболее высокооплачиваемых спортсменов мира, составляемый изданием Forbes. Для сравнения, в этот список вошли Андре Агасси с 28 миллионами и Мария Шарапова с 18 миллионами, а лидеры списка Тайгер Вудс и Михаэль Шумахер на тот момент зарабатывали по 80 миллионов в год.
В 2005 году Федерер заключил контракт об услугах с крупным агентством IMG, которое представляло его интересы вплоть до 2012 года. В 2010 году в списке Forbes он с 47 миллионами долларов в год — почти вдвое больше, чем у Шараповой, — уже занимал шестое место среди самых высокооплачиваемых спортсменов и первое среди теннисистов. В 2013 году Федерер с 71,5 миллиона был в этом списке вторым после Вудса, впереди Коби Брайанта. В 2017 году к рекламируемым им компаниям добавился производитель элитного шампанского Moët & Chandon, а на следующий год, после истечения контракта с Nike, — фирма спортивной одежды Uniqlo, сумма контракта с которой составляла около 30 миллионов в год. В 2020 году Федерер, представлявший 13 ведущих компаний, включая Uniqlo, Credit Suisse и Mercedes-Benz, оказался на первом месте среди самых высокооплачиваемых спортсменов со 106 миллионами за год. Он стал первым теннисистом в истории, возглавившим этот рейтинг. Федерер также стал в 2018 году третьим профессиональным спортсменом после Тайгера Вудса и Флойда Мейвезера, заработавшим за карьеру более миллиарда долларов (из этой суммы только 130 миллионов составляли призовые за официальные выступления).
Деловая активность теннисиста не ограничивается рекламными контрактами: по предложению Мирки Вавринец он запустил собственный бренд парфюмерии RF, логотип которого включает его автограф. По окончании контракта с IMG Федерер и его прежний агент Тони Годсик основали небольшое агентство, кроме самого Роджера представлявшее, в частности, Григора Димитрова и Хуана Мартина дель Потро.
В отличие от многих профессиональных теннисистов, Федерер, начав зарабатывать крупные суммы в призовых и по рекламным контрактам, не стал переезжать в «налоговое убежище» в Монако, оставшись жить в пригороде Базеля. Позже он всё же перебрался в Воллерау в кантоне Швиц, где уровень налогов ниже, чем в Базель-Ланде. Федерер также владеет недвижимостью в Дубае и в швейцарской деревне Вальбелла, рядом с одноимённым лыжным курортом.
В рамках благотворительной деятельности основал в 2003 году Фонд Роджера Федерера, направленный на помощь детям из неимущих семей и развитие молодёжного спорта. Фонд спонсировал, в частности, школьников в ЮАР и Эфиопии. С 2006 года Федерер выступал в качестве посла доброй воли ЮНИСЕФ, свой первый визит в этой роли совершив по завершении игрового сезона в индийский штат Тамилнад, пострадавший от цунами 2004 года. В 2010 году накануне начала Открытого чемпионата Австралии стал организатором благотворительного матча Hit for Haiti с участием ведущих теннисистов мира, сборы от которого (порядка 200 тысяч австралийских долларов) были направлены в помощь жертвам гаитянского землетрясения 12 января. В 2020 году вместе с Надалем пожертвовал 1/4 миллиона долларов на борьбу с последствиями лесных пожаров в Австралии. В 2011 году опрос Института репутации, на который ответила 51 тысяча человек в 25 странах, поставил Федерера на второе место после Нельсона Манделы в списке людей, пользующихся наибольшим общественным доверием и уважением. Кроме того, он неоднократно включался в списки «самых сексапильных мужчин» журналом People.
Если в первые годы карьеры Федерер старался не занимать чётких позиций в теннисной политике, то со временем он стал высказываться на эти темы чаще и яснее. Он, в частности, критиковал календарь тура ATP из-за расположенных в нём подряд турниров Мастерс, каждый из которых требует от игроков высшей отдачи. В начале 2010-х годов Федерер также выступил против идеи расчёта рейтинга по результатам турниров за два года, а не за один (убеждённым сторонником этого изменения был Надаль). В 2008 году швейцарец был избран в совет игроков ATP, а через четыре месяца стал его президентом. Федерера переизбрали на дополнительные двухгодичные сроки в 2010 и 2012 годах. Вместе с другими ведущими игроками ему удалось добиться увеличения доли, получаемой игроками от продажи прав на телетрансляции турниров, причём основная часть увеличенных призовых на турнирах Большого шлема пошла на выплаты не ведущим игрокам, а участникам, проигравшим в первых раундах. Позже основанный Федерером выставочный Кубок Лейвера стал причиной его разногласий с Международной теннисной федерацией (ITF). ITF рассматривала Кубок Лейвера, проходивший в сентябре, как потенциальную угрозу Кубку Дэвиса, в частности потому, что ведущие игроки, часто пропускавшие Кубок Дэвиса, соглашались при этом на участие в Кубке Лейвера.

## Комментарии
1. ↑  В биографии теннисиста, написанной Крисом Бауэрсом, указывается, что, несмотря на швейцарское гражданство, неверно произносить его личное имя как «Роже́», на французский манер. Правильным является произношение, соответствующее английскому имени Ро́джер. В фамилии Фе́дерер, как указывает Бауэрс, ударение также стоит на первом слоге[2]. Другой биограф Федерера Рене Штауффер, цитируя его родителей, пишет, что они сознательно выбрали имя, которое легко произносится по-английски[3].
2. ↑  В итоге, однако, Федерер всё же не окончил школу, по окончании обязательной девятилетней программы отказавшись от продолжения учёбы, чтобы сосредоточиться на спортивной карьере. Родители на этом этапе согласились с его решением, предупредив, впрочем, что не намерены поддерживать его финансово на протяжении долгого времени, если его успехи в профессиональном теннисе окажутся недостаточными[35].
3. ↑  Второй сет в матче с Хьюиттом был 31-м подряд, который Федерер выиграл в одиночных встречах Кубка Дэвиса, побив рекорд, принадлежавший Джону Макинрою[92].
4. ↑  В рамках контракта с фирмой Wilson ракетка, которой играл Федерер, прошла ребрендинг и получила название «Six.One Tour BLX»[323], а в конце 2013 года ему была предоставлена новая модель Pro Staff RF97 Autograph[324].